# Glossaire d'expressions françaises en anglais
De nombreux mots du vocabulaire anglais sont d'origine française, la plupart provenant de l'anglo-normand parlé par les classes supérieures en Angleterre pendant plusieurs centaines d'années après la conquête normande, avant que le vieil anglais ne se transforme progressivement en ce qui est à présent l'anglais moderne. Les mots anglais d'origine française, tels que art, competition, force, machine et table sont prononcés selon les règles phonologiques anglaises, plutôt que françaises, et sont couramment utilisés par les anglophones, la plupart du temps sans aucune conscience de leur origine française.
Cet article couvre des mots et expressions français entrés dans le lexique anglais sans jamais perdre leur gallicisme : ils restent incontestablement « français » pour un anglophone. Ils sont plus courants dans l'anglais écrit, où ils conservent les signes diacritiques français et sont généralement imprimés en italique. En anglais parlé, au moins une tentative est généralement faite pour les prononcer comme ils sonneraient en français ; une prononciation entièrement anglaise est considérée comme un solécisme.
Certains d'entre eux n'ont jamais été du « bon français », au sens d'usage grammatical, idiomatique du français. D'autres étaient autrefois du français usuel mais se sont démodés, ou ont acquis des significations et des connotations différentes dans la langue d'origine, au point qu'ils ne seraient pas compris (soit pas du tout, soit pas dans le sens voulu) par un natif francophone.

## Mots utilisés en anglais et en français

### A

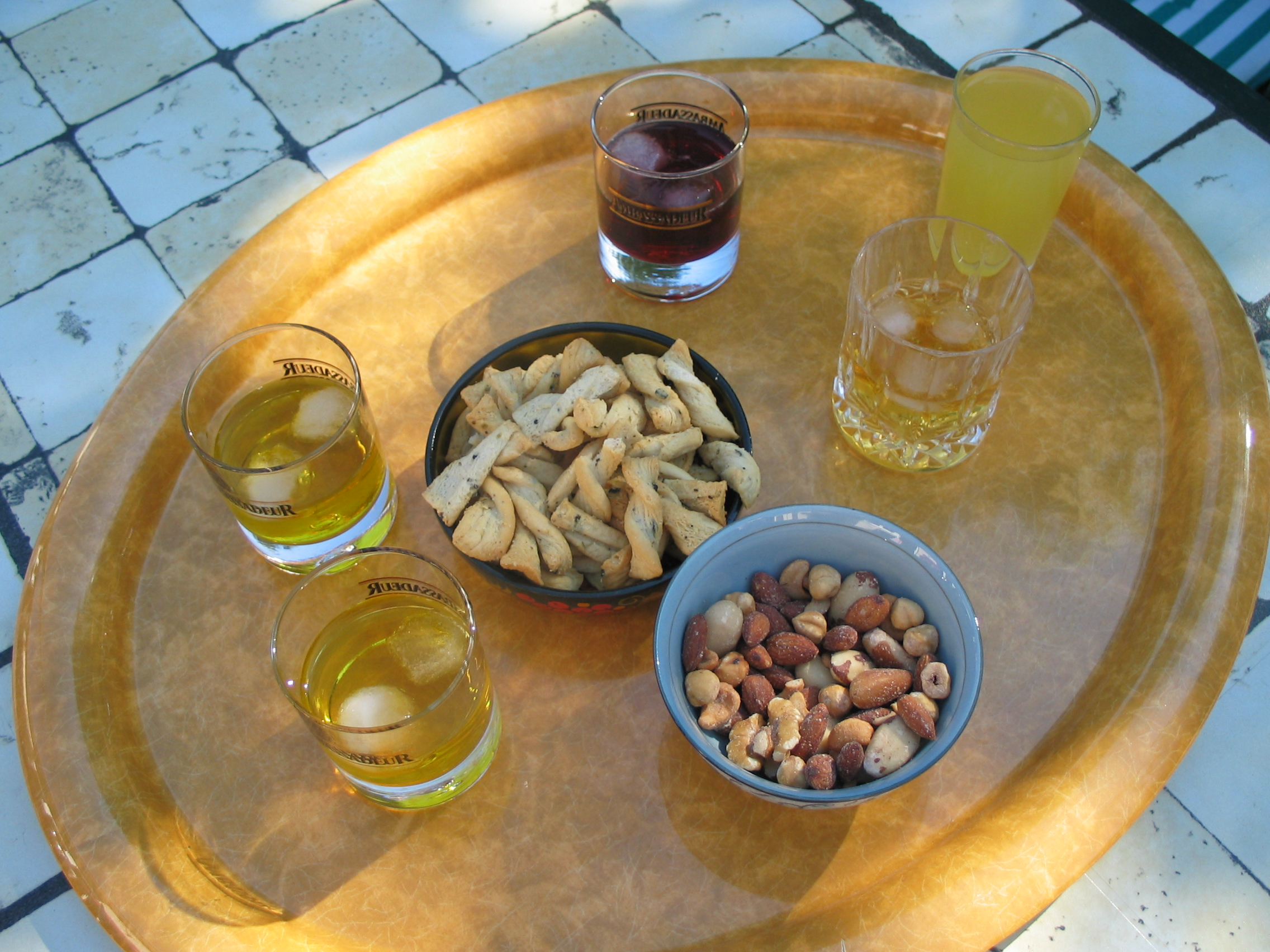
Apéritifs avec amuse-gueules

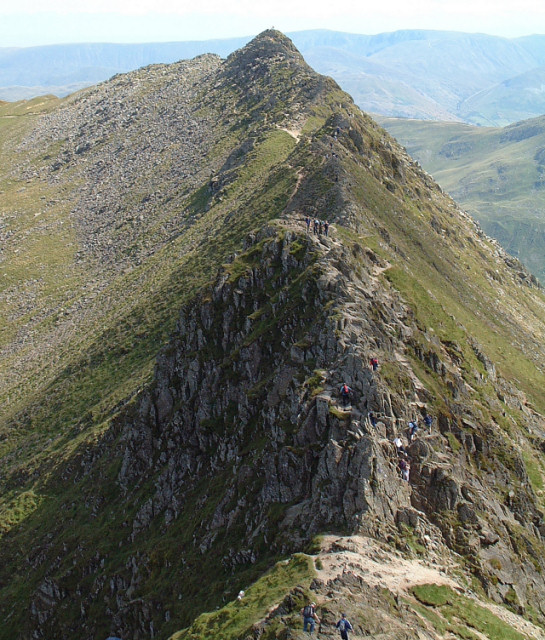
Arête

à la
abréviation de (points de suspension de) à la manière de ; à la manière de/dans le style de 
à la carte
litt. "sur la carte, c'est-à-dire menu" ; Dans les restaurants, il s'agit de commander des plats individuels « à la carte » plutôt qu'un menu de repas à prix fixe. En Amérique on trouve le « Menu à la Carte », à la fois oxymore et pléonasme.
à propos de
concernant/concernant (la syntaxe française correcte est à propos de )
aide de camp
litt. « aide de camp » ; Un officier militaire qui sert d'adjudant à un officier supérieur, un prince ou un autre haut dignitaire politique.
aide mémoire
litt. «aide-mémoire» ; un objet ou un mémorandum pour aider au souvenir, ou un document diplomatique proposant les principaux points de discussion
amour-propre
Amour de soi, respect de soi.
amuse-bouche ou amuse-gueule
litt. «amuse-bouche» ; un seul hors-d'œuvre de la taille d' une bouchée. En France, l'expression exacte utilisée est amuse-gueule, gueule étant l'argot pour la bouche ( gueule est la bouche d'un animal carnivore ; lorsqu'il est utilisé pour décrire la bouche d'un humain, il est vulgaire  —  apparenté à «gob»  —  bien que l'expression en soi n'est pas vulgaire). L'expression fait référence à une petite bouchée de nourriture, servie au gré du chef avant un repas en entrée ou entre les plats principaux.
ancien régime
un système sociopolitique ou autre qui n'existe plus, une allusion à la France pré-révolutionnaire (utilisé avec des majuscules en français avec ce sens : Ancien Régime )
aperçu
Aperçu; une première impression ; perspicacité initiale.
apéritif ou apéro
litt. «[boire] ouvrir l'appétit», une boisson avant le repas. En français familier, un apéritif est généralement abrégé en un apéro.
appellation contrôlée
utilisation supervisée d'un nom. Pour l'usage conventionnel du terme, voir Appellation d'origine contrôlée
appétence
1. Une envie ou un désir naturel 2. Une attraction ou une affinité ; Du mot français «Appétence», dérivé de «Appétit» (Appétit). En français, appartient à la langue de haut niveau.
après moi, le déluge
litt. «Après moi, le déluge», une remarque attribuée à Louis XV de France en référence à la fin imminente d'une monarchie française fonctionnelle et prédisant la Révolution française. Il est dérivé de l'après nous de Madame de Pompadour, le déluge, «après nous, le déluge». Le Royal Air Force No. 617 Squadron, connu sous le nom de «Dambusters», en fait sa devise.
arête
une crête étroite. En français, aussi en arête de poisson ; bord d'un polyèdre ou d'un graphe ; pont du nez.
armoire
un type d'armoire; garde-robe.
arrière-pensée
arrière-pensée; pensée, plan ou motif caché.
Art Nouveau
un style de décoration et d'architecture de la fin du XIXe et du début du XXe siècle. Il prend une capitale à la française ( Art nouveau ).
attaché
une personne attachée à une ambassade; en français c'est aussi le participe passé du verbe attacher (= attacher, serrer, être lié)
attaque au fer
une attaque sur la lame de l'adversaire en escrime, par exemple battement, expulsion, pression.
au contraire
au contraire.
au courant
à jour; au courant de l'actualité.
au fait
être au courant dans ou avec, ou instruit dans ou avec.
gratiné
«avec du gratté», tout ce qui est râpé sur un plat de nourriture. En anglais, plus précisément "avec du fromage".
au jus
litt. «avec du jus», se référant à un plat de nourriture servi avec de la sauce. Souvent formulé de manière redondante, comme dans «Sandwich au steak ouvert, servi avec du jus». N'est plus utilisé en français, sauf pour le familier, être au jus (être informé).
au naturel
1. un. Nu. b. À l'état naturel : une coiffure au naturel . 2. Cuit simplement. Également utilisé en héraldique française pour signifier «propre», c'est-à-dire en couleurs naturelles.
au pair
un jeune étranger qui effectue des tâches ménagères en échange du gîte et du couvert. En France, ces tâches sont principalement la garde/l'éducation des enfants.
au revoir !
«À plus tard!» En français, une contraction de Au plaisir de vous revoir («au plaisir de vous revoir»).
au sec
litt. «presque sec», réduisant le liquide au point de presque sec mais la nourriture est encore humide.
avant-garde (pl. avant-gardes )
appliquée à des mouvements de pointe ou radicalement innovants dans les domaines de l'art, de la musique et de la littérature ; au sens figuré 'sur le bord', littéralement, un terme militaire, signifiant 'avant-garde' (qui est une corruption d' avant-garde ) ou 'avant-garde', autrement dit, 'premier à attaquer' (antonyme d' arrière-garde ).
avant la lettre
utilisé pour décrire quelque chose ou quelqu'un considéré comme un précurseur de quelque chose (comme un mouvement artistique ou politique) avant que quelque chose ne soit reconnu et nommé, par exemple, "une post-moderniste avant la lettre", "une féministe avant la lettre". L'expression signifie littéralement « avant la lettre », c'est-à-dire « avant qu'elle ait un nom ». Une forme alternative française moderne de cette expression est avant l'heure.
avoirdupois
utilisé en moyen anglais, avoir de pois = marchandises vendues au poids, altération de l'ancien français aveir de peis = "biens de poids". En français moderne, utilisé uniquement pour désigner les mesures de poids en anglais, comme dans une livre avoirdupois (1 lb. avdp) par opposition à une livre troy (1 lb. troy).

### B

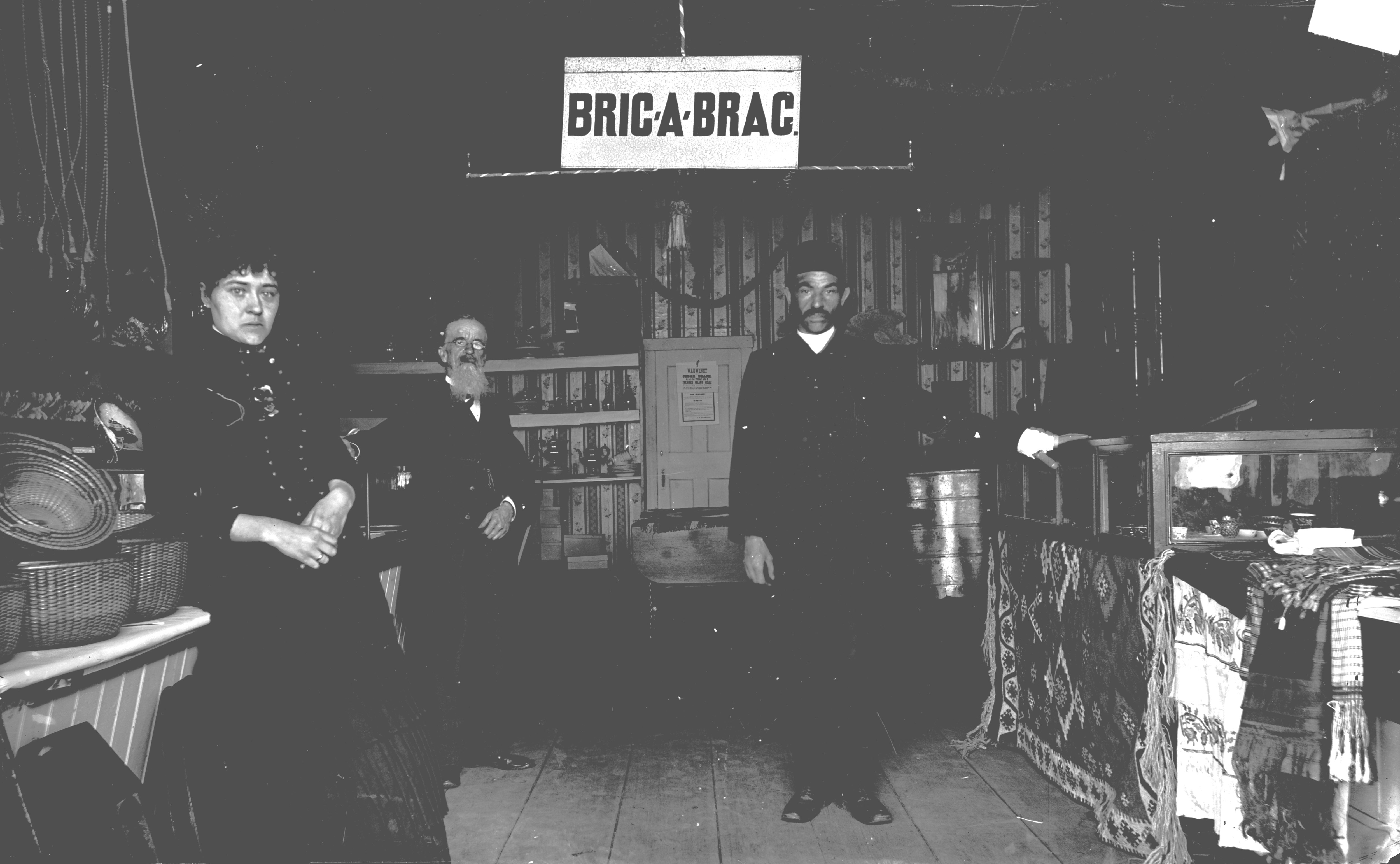
Bric-à-brac

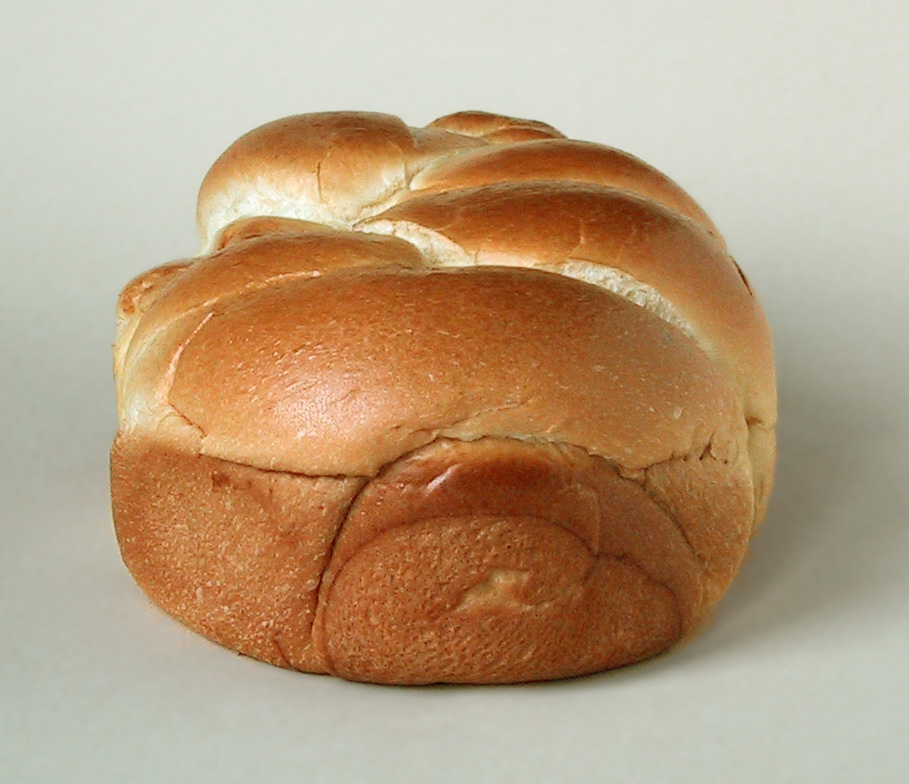
Brioche

baguette
une miche de pain longue et étroite avec une croûte croustillante, souvent appelée « pain français » ou « bâton français » au Royaume-Uni. En français, une baguette est tout objet long et étroit en forme de bâton, par exemple une "baguette". Aussi, un diamant rectangulaire, taillé à vingt-cinq facettes.
banquette
une longue banquette rembourrée ou un canapé.
beaucoup de
Utilisé de manière interchangeable avec l'équivalent anglais de "lots of/many/a great number of". Convient lorsque l'orateur veut transmettre une plus grande connotation positive et/ou une plus grande emphase. Souvent utilisé comme une expression informelle, principalement dans de petites poches de dialectes régionaux dans les Prairies canadiennes et le sud des États-Unis, en particulier en Alberta et en Louisiane respectivement.
beau geste
litt. "beau geste", un geste gracieux, noble dans la forme mais souvent futile ou dénué de sens dans le fond. Cette expression française s'est imposée à la porte de l'anglais standard avec un succès partiel, depuis la parution de Beau Geste (1924) de PC Wren, le premier de ses romans sur la Légion étrangère.
Beaux Arts
style architectural monumental du début du XXe siècle rendu célèbre par l'Académie des Beaux-Arts.
bel esprit (pl. beaux esprits)
litt. « bon esprit » ; une personne cultivée et très intelligente.
Belle Epoque
une période de l'histoire sociale européenne qui a commencé à la fin du XIXe siècle et a duré jusqu'à la Première Guerre mondiale.
belles-lettres
litt. « lettres fines » ; la littérature considérée pour sa valeur esthétique plutôt que pour son contenu didactique ou informatif ; aussi, des écrits légers et élégants, généralement sur des sujets littéraires ou intellectuels
bien entendu
bien compris, bien connu, évident - "bien sûr"
bien pensant
litt. « bien penser » ; pensée droite, orthodoxe. Autrefois impliquait un aveuglement volontaire face aux dangers ou à la souffrance d'autrui mais correspond aujourd'hui au « politiquement correct ». La forme nominale bien-pensance est rarement vue en anglais.
billet doux
litt. « note sucrée », lettre d'amour
blasé
peu impressionné par quelque chose à cause d'une trop grande familiarité, blasé.
bon appétit
litt. « bon appétit ».
bon mot (pl. bons mots )
mot(s) bien choisi(s), en particulier un mot d'esprit ("chaque bon mot qui tombe de ses lèvres est analysé et classé pour la postérité", The European Magazine, 29 août - 4 septembre 1996)
bon vivant
celui qui aime la belle vie, un épicurien.
bon voyage
litt. « bon voyage »; « bon voyage! »
bourgeois
membre de la bourgeoisie, à l'origine conseillers municipaux, bourgeois ou encore aristocrates vivant dans les villes au Moyen Âge. Maintenant, le terme est péjoratif et s'applique à une personne dont les croyances, les attitudes et les pratiques sont conventionnellement de la classe moyenne.
bric-à-brac
petits objets ornementaux, moins précieux que les antiquités; une collection de meubles anciens, porcelaines, assiettes et curiosités. Cf. de bric et de broc, correspondant à l'anglais "by hook or by crook", et brack, refus.
bricolage
improviser ou assembler quelque chose d'utile à partir de ce qui se trouve à portée de main; pour accélérer ou économiser un projet avec des composants facilement disponibles, par rapport à un kit ou à des sources extérieures ; réutiliser les pièces de rechange à d'autres fins que leur destination initiale ; créer quelque chose de nouveau en arrangeant du vieux matériel; pour créer un nouveau but précieux pour un objet qui a rempli son but initial et serait autrement jeté. Connote un esprit de bricolage intrépide ou une réorientation intelligente. Diffère du bricolage qui ne fait que modifier un arrangement existant. Le terme est utilisé métaphoriquement pour décrire la philosophie, les théories et les pratiques inventives dans les domaines commerciaux et universitaires, où de nouveaux concepts se trouvent dans les interactions d'idées anciennes.
brioche
une brioche à la levure sucrée, sorte de croisement entre un popover et un muffin léger ; Le français utilise également le terme comme argot pour «ventre», en raison de l'effet de porte-à-faux.
bureau (pl. bureaux )
bureau du gouvernement; une agence d'échange d'informations. Signifie aussi "bureau" en français, et au Royaume-Uni

### C

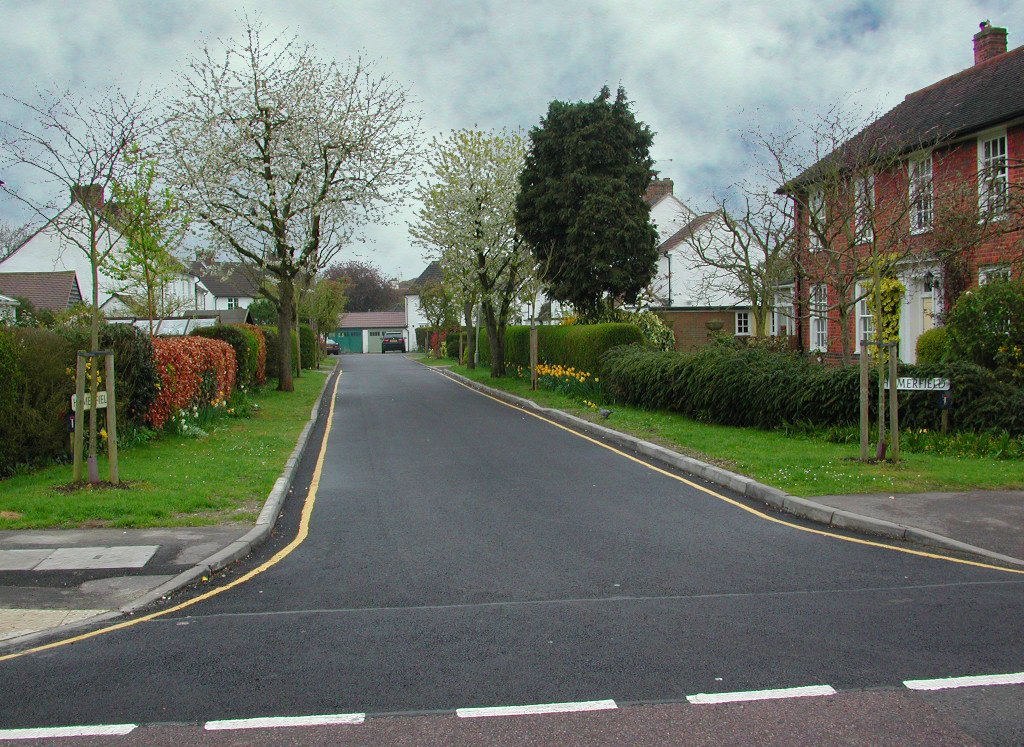
Cul-de-sac

ça ne fait rien

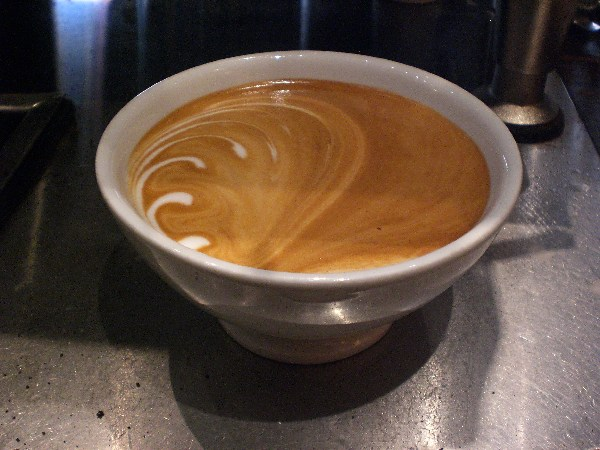
Café au lait

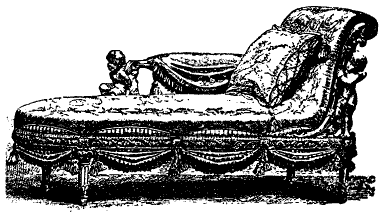
Chaise longue

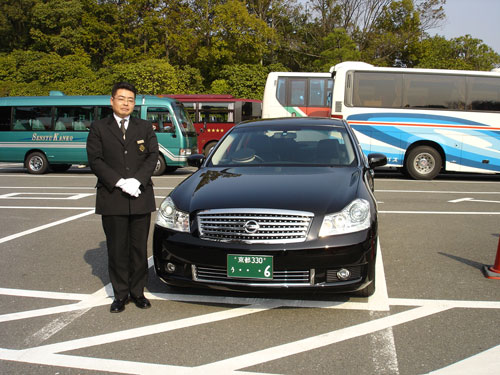
Chauffeur

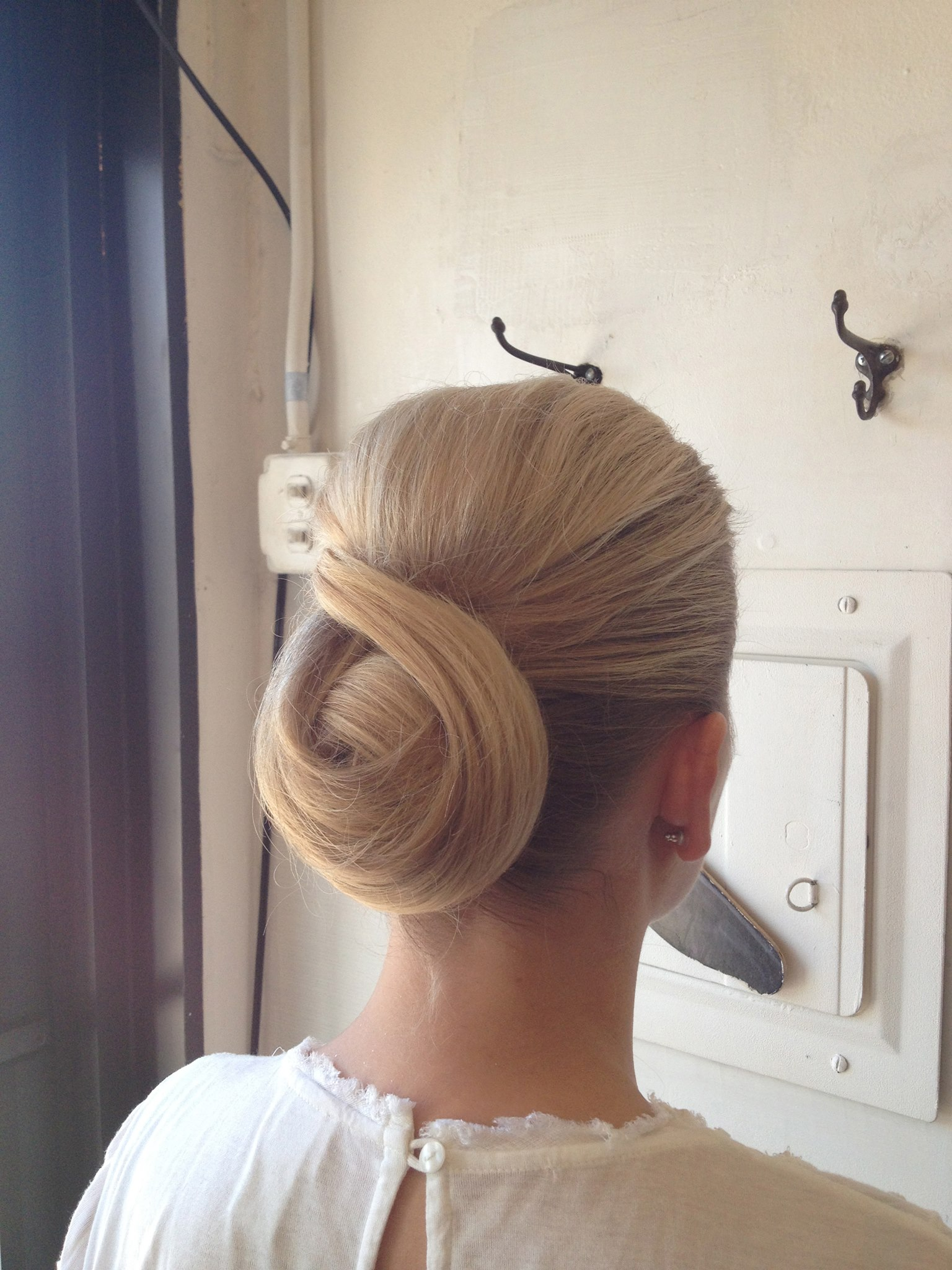
Chignon

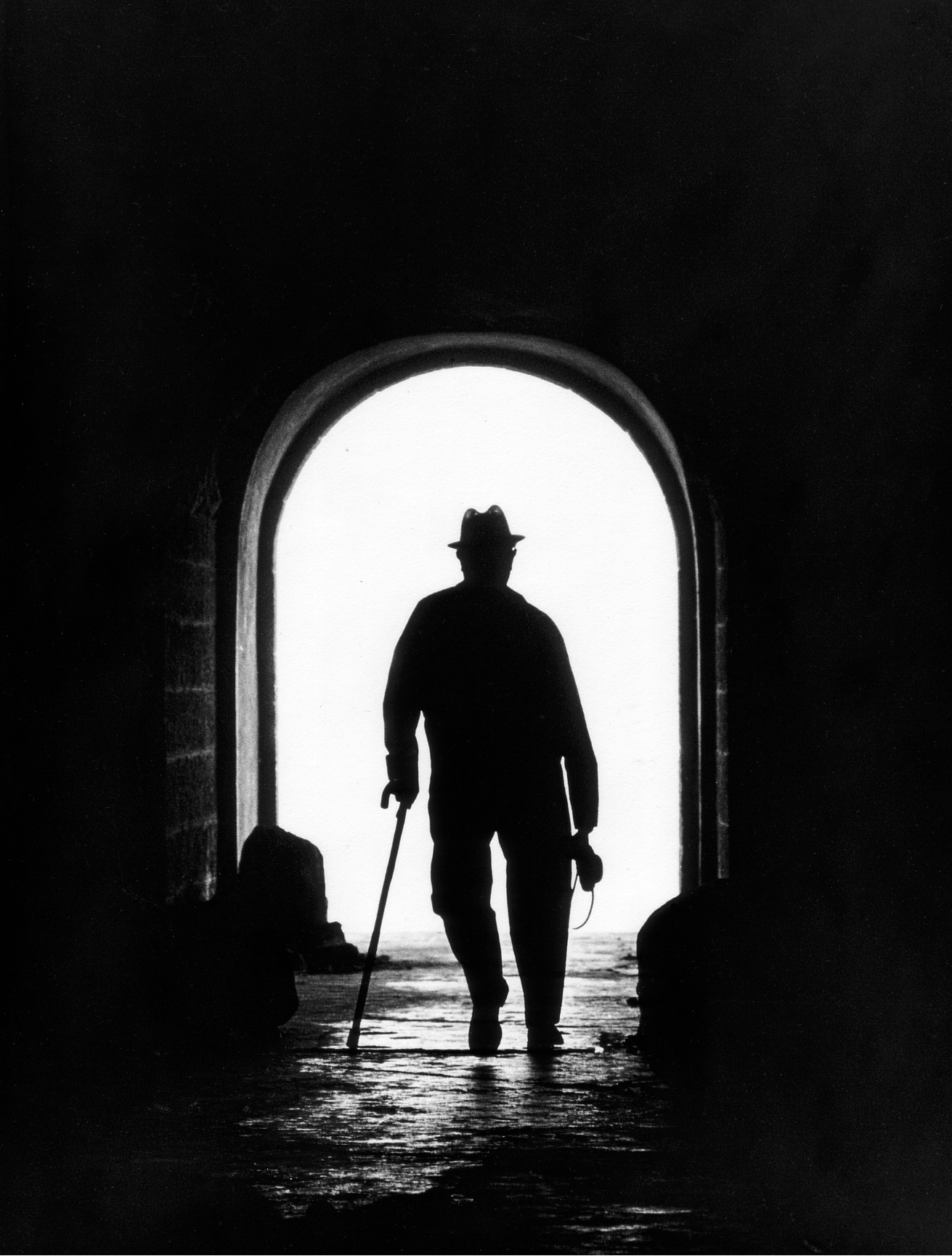
Contre-jour

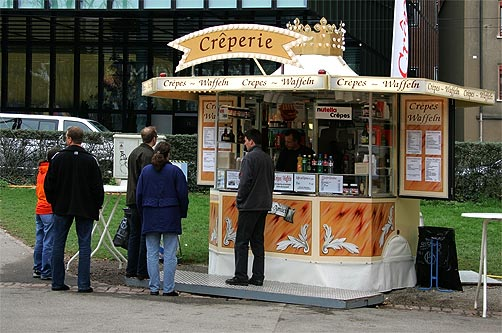
Crêperie

« ça n'a pas d'importance » ; rendu comme san fée Ann dans l'argot britannique de la Première Guerre mondiale,.
cache
une collection d'éléments du même type stockés dans un endroit caché ou inaccessible (comme dans une oubliette). Souvent utilisé pour les armes.
cachet
litt. « timbre »; une qualité distinctive; qualité, prestige.
café
un café (également utilisé en français pour "café").
café au lait
café au lait; ou une couleur marron clair. En médecine, il est également utilisé pour décrire une tache de naissance de couleur brun clair (tache café au lait).
calque
un terme/chose copié.
canard
(canard signifie « canard » en français)
1. rumeur ou une anecdote sans fondement.
2. un profil aérodynamique principal attaché à un avion en avant de l'aile principale.
3. un mot d'argot pour "journal".
4. un morceau de sucre légèrement imbibé de café ou de cognac (ou d'un autre alcool fort).

canapés
Un petit aliment préparé et généralement décoratif, tenu dans les doigts et souvent mangé en une seule bouchée. En français, il peut aussi désigner un "canapé".
carte blanche
litt. « carte blanche » (c'est-à-dire chèque en blanc ); autorité illimitée.
carte de visite
litt. « carte de visite »; une carte de visite.
cause célèbre
affaire judiciaire ou d'État ayant défrayé la chronique.
c'est la guerre : « C'est la guerre ! »
c'est la vie : « C'est la vie ! » ou « la vie est ainsi ! »
Bien que l'une ou l'autre expression étrangère puisse être utilisée pour dire que la vie est dure mais qu'il faut l'accepter, la première peut impliquer une cause plus délibérée de celle-ci, tandis que la seconde, plus accidentelle.
chaise longue
une chaise longue pour s'allonger; parfois mal indiqué comme "chaise lounge"
Champs Élysées
litt. « Champs Elysées » ; Avenue des Champs-Élysées, l'un des boulevards les plus larges de Paris. Souvent appelé simplement les Champs.
chanteuse
«chanteuse (féminine)», une chanteuse, en particulier dans une discothèque, un bar, un cabaret ou un restaurant,,,.
chargé d'affaires
un diplomate laissé responsable des affaires courantes dans une mission diplomatique. Au sein du département d'État des États-Unis, un « chargé » est tout officier laissé responsable de la mission en l'absence du chef de mission titulaire.
charrette
une session collaborative dans laquelle un groupe de designers rédige une solution à un problème de conception.
chauffeur
conducteur.
chef-d'oeuvre
un chef-d'œuvre.
cherche la femme
« rechercher / rechercher la femme », dans le sens où, lorsqu'un homme se comporte hors de son caractère ou d'une manière apparemment inexplicable, la raison peut être trouvée dans sa tentative de dissimuler une liaison illicite avec une femme, ou d'impressionner ou gagner les faveurs d'une femme. Cette expression a été utilisée pour la première fois dans un roman d'Alexandre Dumas (père), au troisième chapitre des Mohicans de Paris (1854), sous la forme de cherchons la femme ("cherchons la femme"). L'expression se trouve dans la traduction anglaise de John Latey de 1878: «Ah! Monsieur Jackal, vous aviez raison quand vous disiez: "Cherchez la femme ".» L'expression a été adoptée dans l'usage quotidien de l'anglais et a traversé l'Atlantique en 1909.
chez
à la maison de : souvent utilisé dans les noms de restaurants et autres ; Chez Marie = "chez Marie".
élégant
élégant.
chignon
une coiffure portée en rouleau au niveau de la nuque.
cinéma pur
un mouvement cinématographique d'avant-garde né à Paris dans les années 1920 et 1930.
cinéma vérité
réalisme dans le cinéma documentaire.
cliché
à l'origine fait référence au bloc d'une imprimante utilisé pour reproduire le type, comparer la signification originale du stéréotype. Une phrase devenue banale par abus ; un stéréotype.
clique
un petit groupe exclusif d'amis; toujours utilisé de manière péjorative en français et, le plus souvent, en anglais. Souvent prononcé comme "click" en anglais britannique.
cloisonné
une technique ancestrale de décoration d'objets de ferronnerie.
commandant
commandant d'une base, d'un dépôt ou d'une zone d'entraînement. En France, utilisé pour un pilote de ligne (le commandant de bord), dans l'armée comme appellatif pour un chef de bataillon ou un chef d'escadron (à peu près équivalent à un major) ou dans la marine pour tout officier de capitaine de corvette à capitaine de vaisseau (équivalent aux majors, lieutenants-colonels et colonels de l'armée) ou pour tout officier à la tête d'un navire.
comme ci, comme ça
litt. « comme-ci comme-ça »; ni bon ni mauvais, tant pis.
communiqué
litt. « communiqué » ; une communication officielle.
la conciergerie
réceptionniste dans un hôtel ou une résidence.
concordat
un accord; un traité; lorsqu'il est utilisé avec un C majuscule en français, il fait référence au traité entre l'État français et les religions judéo-chrétiennes sous l'Empire français (Napoléon) : prêtres, ministres et rabbins sont devenus fonctionnaires. Ce traité a été aboli en 1905 (loi de séparation de l'Église et de l'État) mais est toujours en vigueur en Alsace-Lorraine (ces territoires étaient sous administration allemande de 1871 à 1918).
confrère (aussi confrère)
un collègue, un associé 
contre coup
contre le coup. Ce mot décrit la répercussion d'un choc physique ou mental, ou une conséquence indirecte d'un événement.
contre-jour
contre la lumière du jour. Ce mot (principalement utilisé dans l'art à savoir la photographie, le cinéma ou la peinture) décrit la lumière qui illumine un objet de l'autre côté de votre propre point de vue.
contre-temps
un affrontement maladroit; un délai.
coquette
une fille coquette; une taquinerie.
cordon bleu
(litt. « ruban bleu »). Un « cordon bleu » peut faire référence à plusieurs choses, à la fois en français et en anglais :
1. Personne qui excelle en cuisine.
2. Un prix décerné à une telle personne.
3. Un groupe international d'écoles de gestion hôtelière et de cuisine enseignant la cuisine française, fondé en France.
4. Une escalope de veau, de poulet ou de porc farcie de jambon et de fromage, puis panée et frite.

cordon sanitaire
une politique d'endiguement dirigée contre une entité ou une idéologie hostile ; une chaîne d'états tampons ; litt. « ligne de quarantaine ».
corniche
une route qui s'accroche comme un rebord au flanc d'une falaise ou d'une montagne.
cortège
un cortège funèbre; en français a un sens plus large et fait référence à toutes sortes de cortèges.
coup de foudre
litt. « coup de foudre » (« coup de tonnerre »); un événement soudain et imprévu, généralement utilisé pour décrire le coup de foudre.
coup d'État
coup politique, renversement du gouvernement
coup de grâce
le coup final qui aboutit à la victoire (lit. "coup de grâce"), historiquement utilisé dans le contexte du champ de bataille pour désigner le meurtre de soldats ennemis grièvement blessés, maintenant plus souvent utilisé dans un contexte figuratif (par exemple, les affaires).
coup de main
(litt. « un coup avec la main »), signifie « l'aide de quelqu'un ». Exemple : « Besoin d'un coup de main ? » signifie "Besoin d'aide ?"
coup de maitre
coup de maître, coup de maître. Ce mot décrit une action planifiée habilement réalisée. Voir aussi tour de force ci-dessous
coup de théâtre
une tournure dramatique des événements.
coup d'œil
litt. « un coup (ou un toucher) de l'œil » ; un coup d'oeil.
couture
peu. couture. Mode (se réfère généralement à la haute couture). haute couture en français.
couturière
un créateur de mode (se réfère généralement à la haute couture plutôt qu'à la conception de vêtements de tous les jours. En français, cela signifie « tailleur » ; une couturière est une couturière.
crèche
une crèche ; plus communément (au Royaume-Uni), un lieu où les enfants sont laissés par leurs parents pour de courtes périodes sous la surveillance d'assistantes maternelles ; les deux sens existent toujours en français.
crème brulée
litt. « crème brûlée » ; un dessert composé principalement de crème pâtissière et de sucre grillé, c'est-à-dire de caramel.
crème de la crème
le meilleur des meilleurs, "crème de la crème", utilisé pour décrire des personnes ou des objets hautement qualifiés. Une expression synonyme en français est fin du fin.
crème fraiche
litt. « crème fraîche », une crème épaisse légèrement aigre avec une culture bactérienne, mais pas aussi acide ou aussi épaisse que la crème aigre et ne caille pas.
crêpe
une crêpe fine sucrée ou salée consommée en repas léger ou en dessert.
crêperie
un restaurant à emporter ou un stand, servant des crêpes comme une forme de restauration rapide ou de rue, ou peut être un restaurant ou un café assis plus formel.
la critique
une analyse critique ou une évaluation d'une œuvre, ou l'art de critiquer. Du latin criticus, du grec ancien κριτικός (kritikos).
croissant
un pain en forme de croissant fait de pâte feuilletée; en français aussi le mot pour croissant.
cul-de-sac
à l'origine « bottom of sack » et utilisé en anglais en anatomie depuis 1738. Utilisé pour cul-de-sac (rue) depuis 1800 en anglais, depuis le 14e siècle en français. L'étymologie folklorique erronée souvent entendue « cul [fesses] du sac » est basée sur le sens actuel de cul en français, mais cul-de-sac est utilisé pour désigner des impasses en français moderne et n'est pas vulgaire, bien que les termes impasse et voie sans issue sont plus courantes en français moderne.

### D

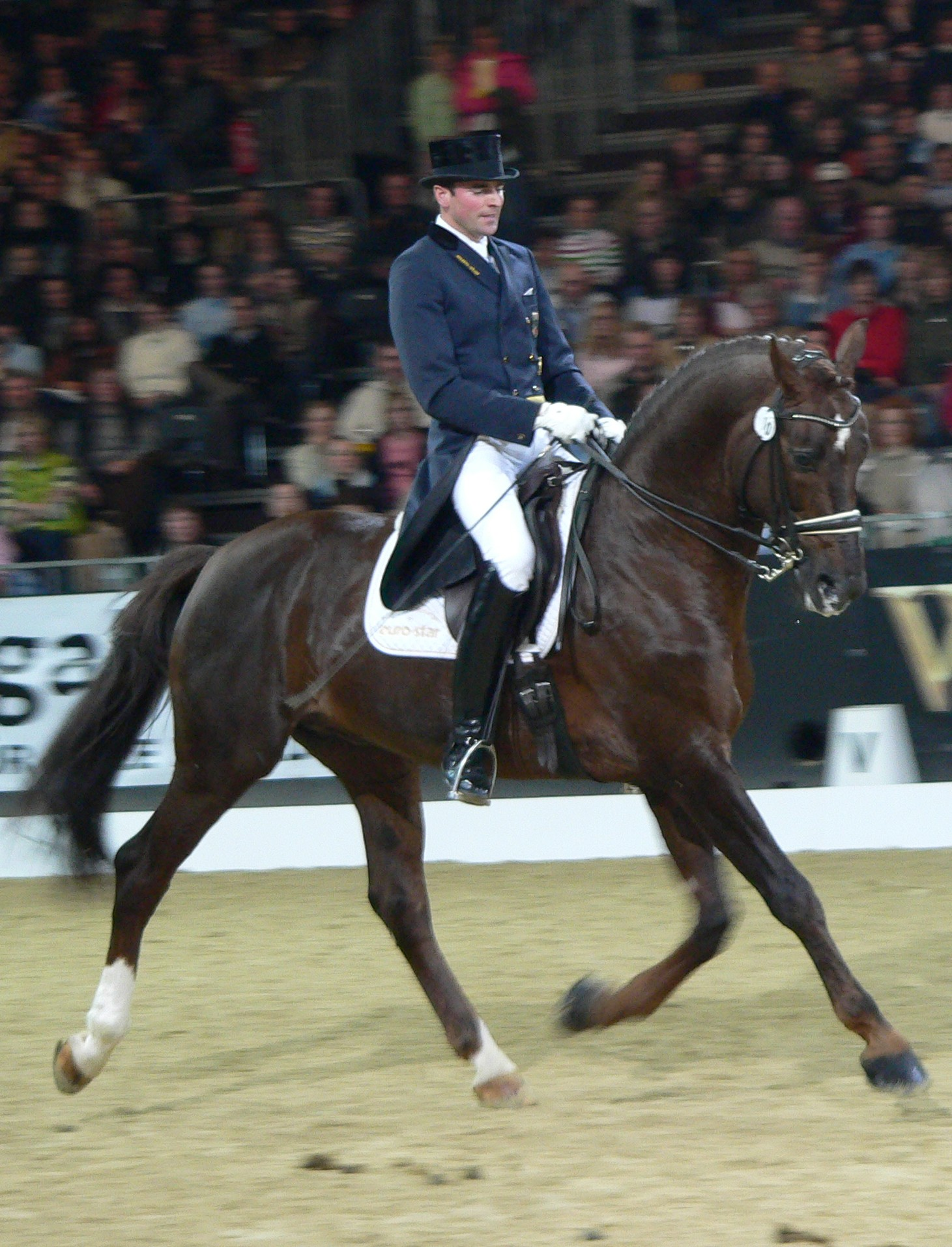
Dressage

de rigueur
requis ou attendu, en particulier dans la mode ou l'étiquette.
de trop
inutile, indésirable ou plus que convenable.
déclassé
inférieur.
décolleté
un vêtement pour femme avec un décolleté qui expose le décolleté, ou une situation dans laquelle la poitrine ou le décolleté d'une femme est exposé ; le décolleté est traité ci-dessous.
décor
l'aménagement et l'ameublement d'une pièce.
découpage
décoration avec du papier découpé.
demi glace
une sauce réduite à base de vin pour viandes et volailles.
demi-seconde
demi-sec, dit habituellement du vin.
déjà vu
litt. « déjà vu » : impression ou illusion d'avoir vu ou vécu quelque chose auparavant.
dénouement
litt. « délier »: la résolution d'un récit.
dépanneur
(Anglais québécois) un dépanneur.
dérailleur
un mécanisme de changement de vitesse de vélo.
dernier cri
litt. « dernier cri »: la dernière mode.
derrière
litt. « derrière » : derrière, fesses.
déshabillé
partiellement vêtu ou légèrement vêtu ; aussi un type spécial de vêtement.
détente
apaisement des tensions diplomatiques.
digestif
une aide digestive, en particulier, une boisson après le dîner, comme l'eau-de-vie.
directeur sportif
litt. « directeur sportif ». Personne responsable du fonctionnement d'une équipe cycliste lors d'une course cycliste sur route. En français, cela signifie tout type de directeur sportif.
divertissement
une diversion amusante; divertissement.
dossier
un fichier contenant des informations détaillées sur une personne. En français moderne, il peut s'agir de n'importe quel type de fichier, y compris un répertoire informatique. En argot, J'ai des dossiers sur toi (« J'ai des dossiers sur toi ») signifie avoir des matériaux pour le chantage.
doyen
le membre senior d'un groupe; le féminin est doyenne. Également doyen (de la faculté ou de la médecine).
dressage
une forme d'entraînement de chevaux de compétition, en français a le sens plus large d'apprivoiser tout type d'animal.
droit du seigneur
litt. « droit du seigneur »: le prétendu droit d'un seigneur à l'époque féodale de prendre la virginité de l'une des épouses de ses vassaux lors de sa nuit de noces (en priorité à son nouveau mari). Le terme français pour cette coutume hypothétique est droit de cuissage (de cuisse : cuisse).
du jour
litt. « du jour » : se dit de quelque chose à la mode ou branché d'un jour et vite oublié ; choix du jour au menu, en soupe du jour.

### E

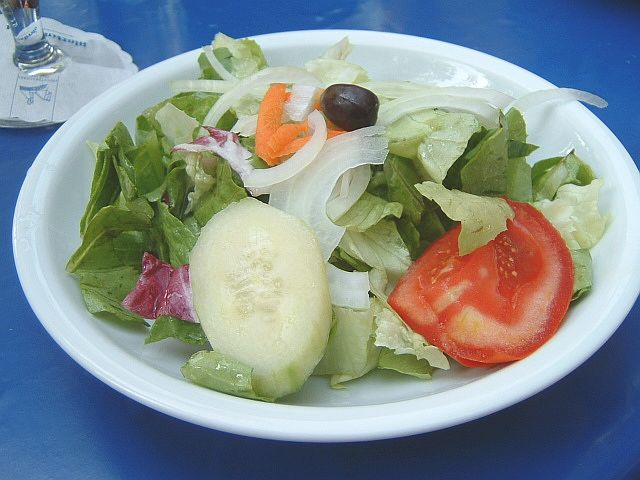
Entrée

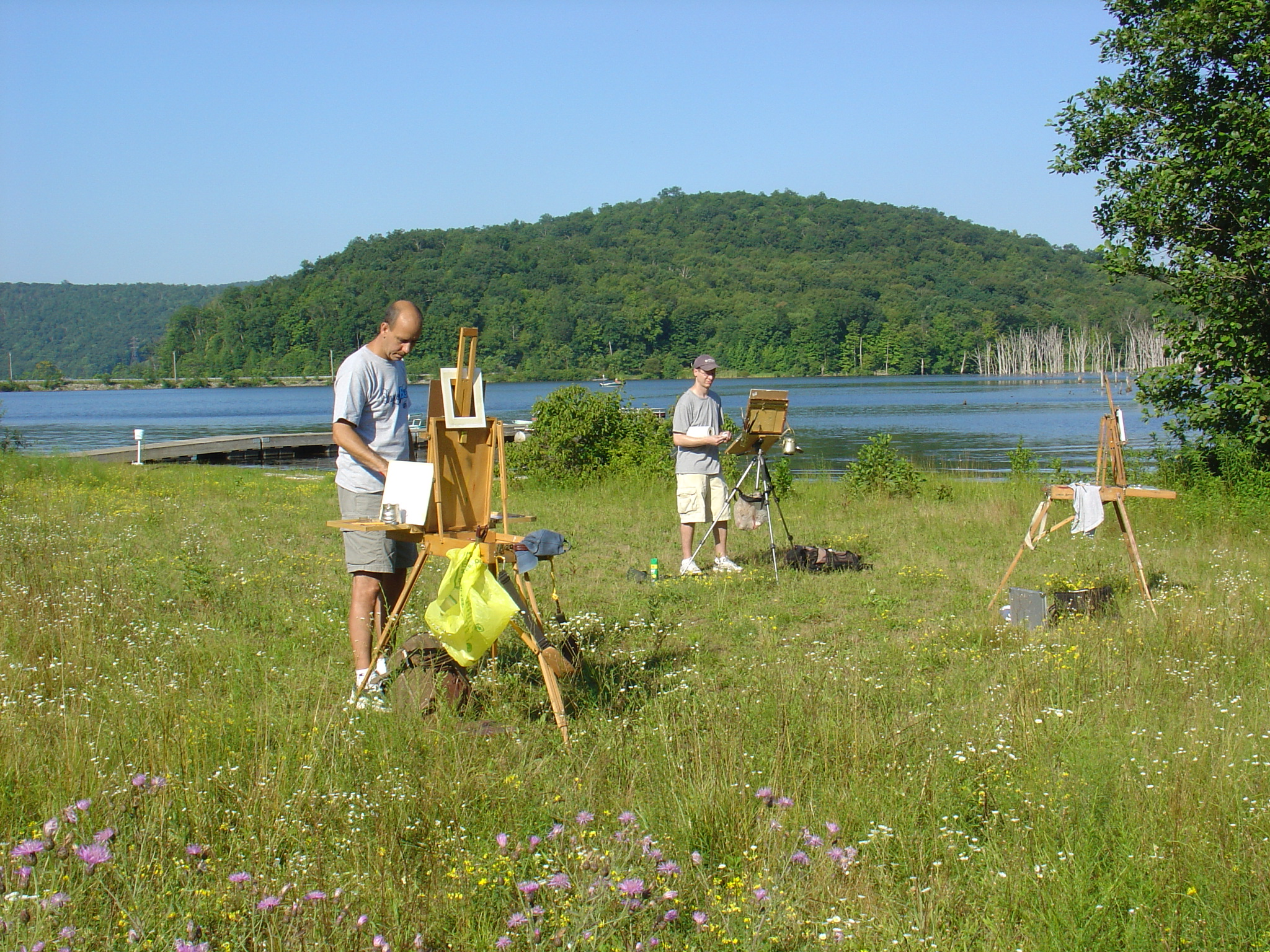
En plein air

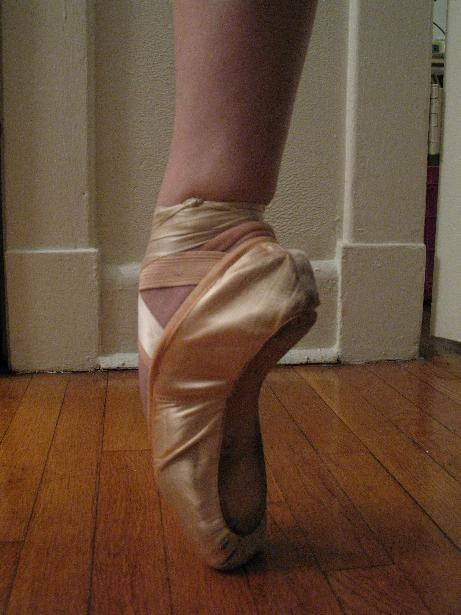
en pointe

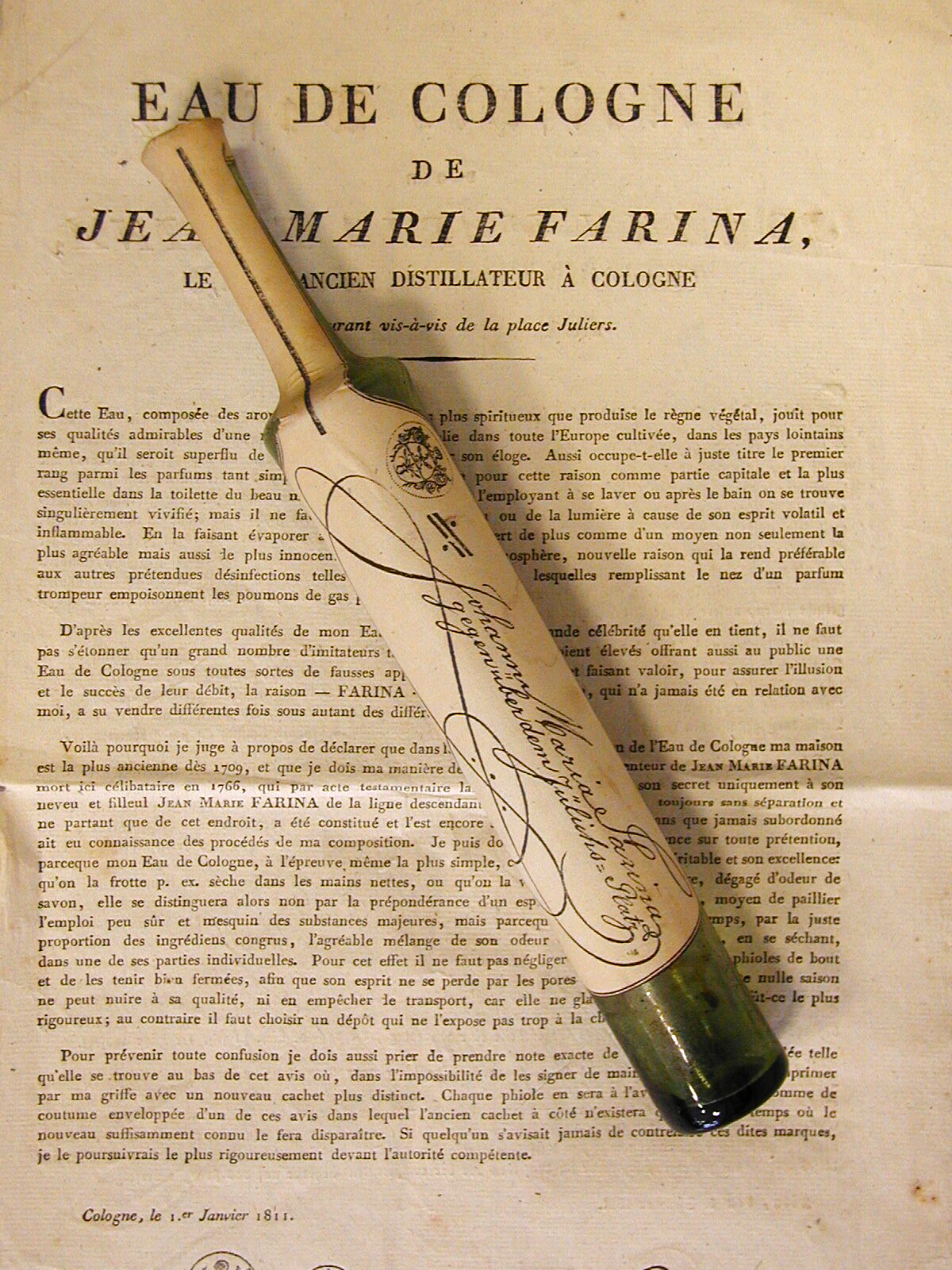
eau de Cologne
un type de parfum, originaire de Cologne. Son créateur italien a utilisé un nom français pour le commercialiser, Cologne étant alors sous le contrôle de la France.
eau de toilette
litt. « l'eau de toilettage ». Il fait généralement référence à un produit aromatique moins cher qu'un parfum car il contient moins de composés aromatiques et est davantage destiné à un usage quotidien. Ne peut pas être abrégé en eau, ce qui signifie tout à fait autre chose en français (eau).

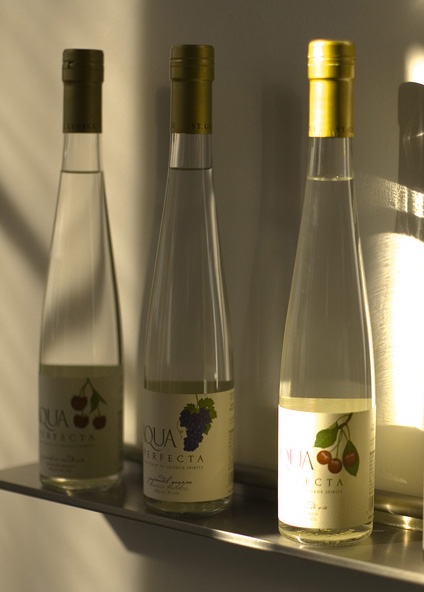
eau-de-vie
litt. « l'eau de la vie » (cf. Aquavit et whisky ), un type d'eau-de -vie de fruits.
écarté
un jeu de cartes; aussi une position de ballet.
échappé
position du pied du mouvement de danse.
éclair
un glaçage crème et chocolat.
éclat
grand éclat, comme de performance ou d'accomplissement. Succès éclatant. Grande acclamation ou applaudissements.
écorché
écorché; graphique biologique ou modèle sans peau.
élan
un flair ou un style distinctif.
élan vital
litt. « ardeur vitale » ; la force vitale supposée par Henri Bergson comme source de causalité efficace et d'évolution dans la nature ; aussi appelé « force vitale ».
éminence grise
litt. « éminence grise »: une personne discrète avec peu de pouvoir formel mais une grande influence sur les personnes en position d'autorité.
en banc
audience du tribunal de l'ensemble du groupe de juges au lieu d'un sous-groupe.
en bloc
en tant que groupe.
en garde
« [soyez] sur [votre] garde ». « On guard » est bien sûr parfaitement anglais : l'orthographe française est utilisée en escrime.
En passant
en passant; terme utilisé aux échecs et en neurobiologie (« synapse en passant ». )
en plein air
litt. « en plein air »; particulièrement utilisé pour décrire l'acte de peindre à l'extérieur.
en pointe
(en ballet) sur la pointe des pieds. Bien qu'utilisé en français dans ce même contexte, ce n'est pas une expression en tant que telle. Une pointe est la figure de ballet où l'on se tient sur la pointe des pieds. L'expression "en pointe", cependant, signifie "dans un angle aigu", et, au sens figuré, elle qualifie les choses les plus progressistes ou modernes (idées, industrie ).
en route
en chemin. Souvent écrit et prononcé "On route" en anglais britannique.
enfant terrible
allumé. « l'enfant terrible »; une personne perturbatrice non conventionnelle.
ennui
Une apathie ou une mélancolie saisissante causée par l'ennui; une dépression
entente
accord ou coopération diplomatique. L'Entente cordiale fait référence aux bonnes relations diplomatiques entre la France et le Royaume-Uni avant la première guerre mondiale.
entre nous
litt. « entre nous »; confidentiellement.
entrée
litt. « entrée »; le premier plat d'un repas (anglais britannique); utilisé pour désigner le plat principal ou le cours d'un repas (anglais américain).
entremets
desserts/plats sucrés. Plus littéralement, un plat d'accompagnement qui peut être servi entre les plats d'un repas.
entrepreneur
une personne qui entreprend et exploite une nouvelle entreprise ou entreprise et assume une certaine responsabilité pour les risques inhérents.
embonpoint
une silhouette dodue en sablier.
épater la bourgeoisie ou épater le bourgeois
litt. « choquer les classes moyennes », un cri de ralliement pour les poètes français décadents de la fin du XIXe siècle dont Charles Baudelaire et Arthur Rimbaud .
escargot
escargot; en anglais, utilisé uniquement comme terme culinaire.
esprit de corps
litt. « esprit du corps [groupe] » : sentiment de solidarité entre les membres d'un groupe ; moral. Souvent utilisé en relation avec une force militaire.
esprit de l'escalier
lit. « l'esprit des escaliers » ; une déclaration concise et intelligente à laquelle vous pensez trop tard, c'est-à-dire dans les escaliers quittant la scène. L'expression a été créée par le philosophe français Denis Diderot.
l'État, c'est moi !
allumé. « Je suis l'État ! » — attribué à l'archétype du monarque absolu, Louis XIV de France.
étude
une composition musicale conçue pour fournir la pratique d'une compétence technique particulière dans l'exécution d'un instrument. Français pour "étudier".
étui
petit étui décoratif pour aiguilles ou cosmétiques.
excusez-moi
« Excusez-moi ».
extraordinaire
extraordinaire, généralement comme adjectif suivant, comme « musicien extraordinaire ».

### F

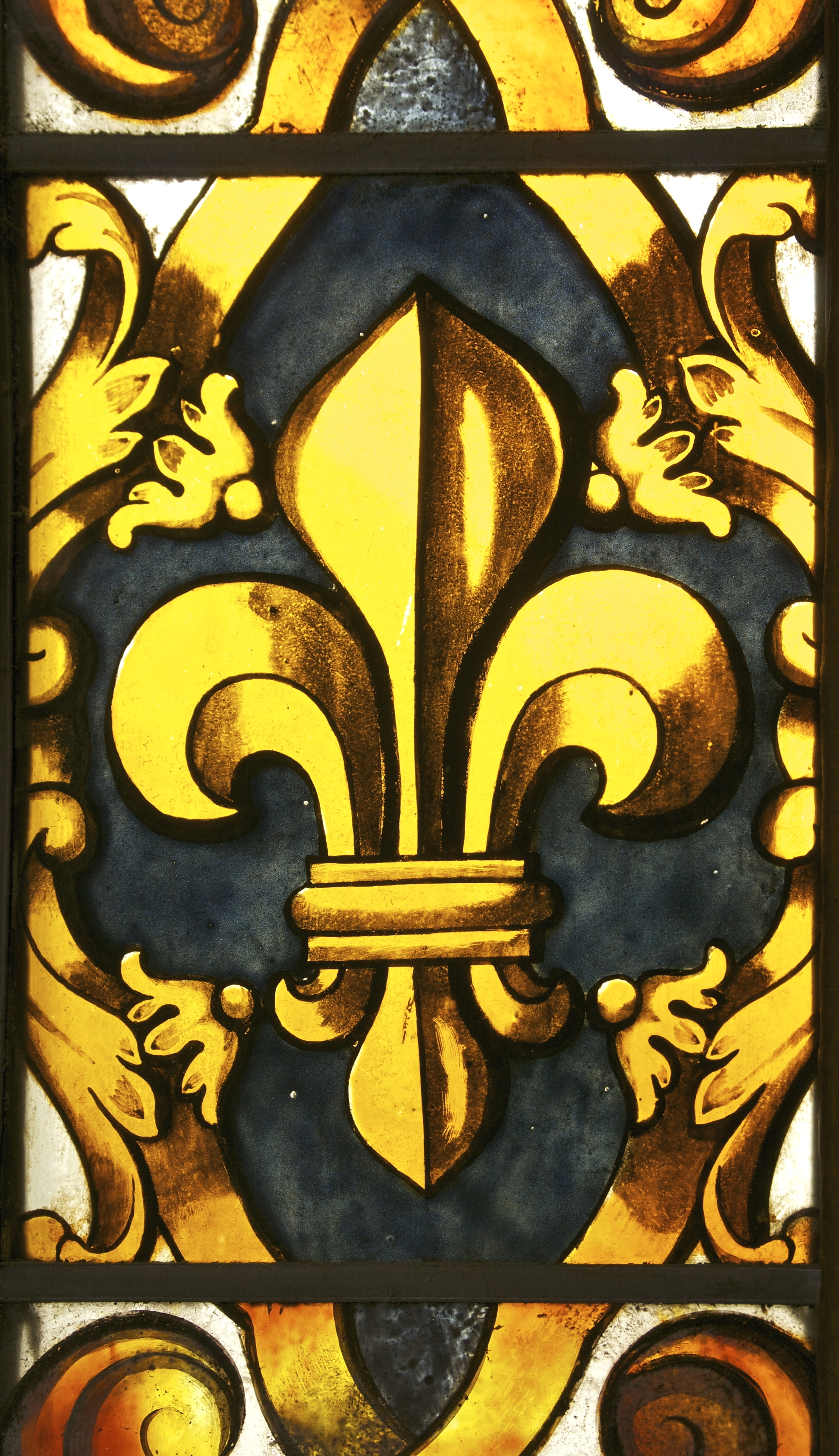
Fleur de lys (vitrail chapelle Royale de Versailles)

façade
la façade d'un édifice (de l'italien facciata, ou face) ; un faux personnage, comme dans "mettre une façade" (le ç se prononce comme un s )
fait accompli
litt. « fait accompli » ; quelque chose qui s'est déjà produit et qui est donc peu susceptible d'être inversé ; une affaire conclue. En français utilisé principalement dans l'expression placer/mettre quelqu'un devant le fait accompli signifiant présenter à quelqu'un un fait accompli. Voir aussi point de non retour.
faute de mieux
faute de mieux.
faites comme chez vous
Fais comme chez toi.
faux
faux, ersatz, faux.
faux pas
litt. « faux pas » : violation des règles sociales acceptées, bien que non écrites.
femme fatale
litt. « femme mortelle »: une femme attirante qui séduit et profite des hommes pour ses objectifs personnels, après quoi elle les rejette ou les abandonne. Il s'étend pour décrire une femme attirante avec qui une relation est susceptible d'entraîner, ou a déjà entraîné, de la douleur et du chagrin.
feuilleton
litt. « petite feuille de papier »: un périodique, ou une partie d'un périodique, composé principalement de nouvelles et de commérages non politiques, de littérature et de critique d'art, d'une chronique des dernières modes et d'épigrammes, de charades et d'autres bagatelles littéraires.
fiancée)
fiancé; allumé. un homme/une femme fiancée.
film noir
litt. « film noir »: un genre de films à thème sombre des années 1940 et 1950 qui se concentrent sur des histoires de crime et d'immoralité.
fils
litt. « fils »: utilisé après le nom de famille d'un homme pour distinguer un fils d'un père, comme Alexandre Dumas, fils.
fin de siècle
La fin du siècle, un terme qui englobe généralement à la fois la signification de l'idiome anglais similaire du tournant du siècle et fait également référence à la clôture d'une époque et au début d'une autre.
flamber
une procédure de cuisson dans laquelle de l'alcool (éthanol) est ajouté à une poêle chaude pour créer une explosion de flammes, ce qui signifie « flambé » en français. Également utilisé familièrement en référence à quelque chose en feu ou brûlé.
flambeau
une torche allumée.
flâneur
un gentleman flâneur des rues de la ville ; un oisif sans but.
fleur de lys
un dispositif héraldique fleur stylisée ; la fleur de lys dorée sur fond azur était les armoiries du royaume de France (souvent orthographiées avec l'ancien style français comme « fleur de lys »).

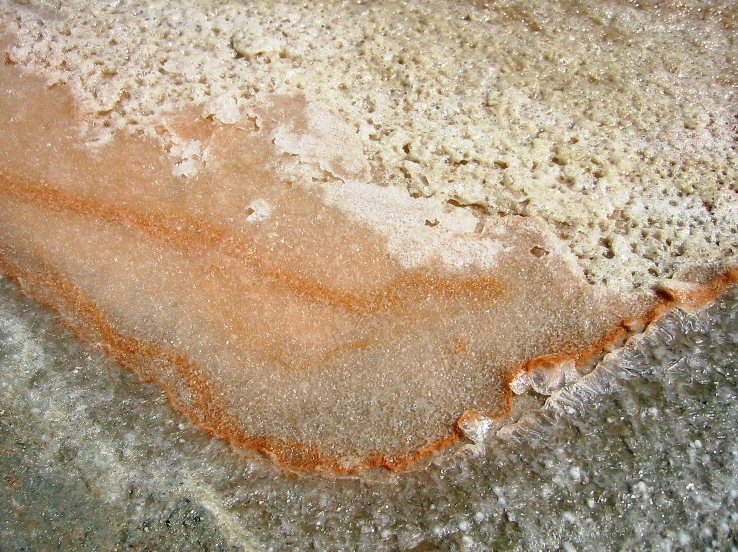
fleur de sel
litt. « fleur de sel », sel de mer récolté à la main par des ouvriers qui ne grattent que la couche supérieure de sel avant qu'elle ne coule au fond de grandes salines. Est l'un des sels les plus chers; La fleur de sel traditionnelle française est récoltée au large des côtes bretonnes notamment dans la ville de Guérande (la fleur de sel de Guérande étant la plus vénérée), mais aussi à Noirmoutier, à l'île de Ré et en Camargue.

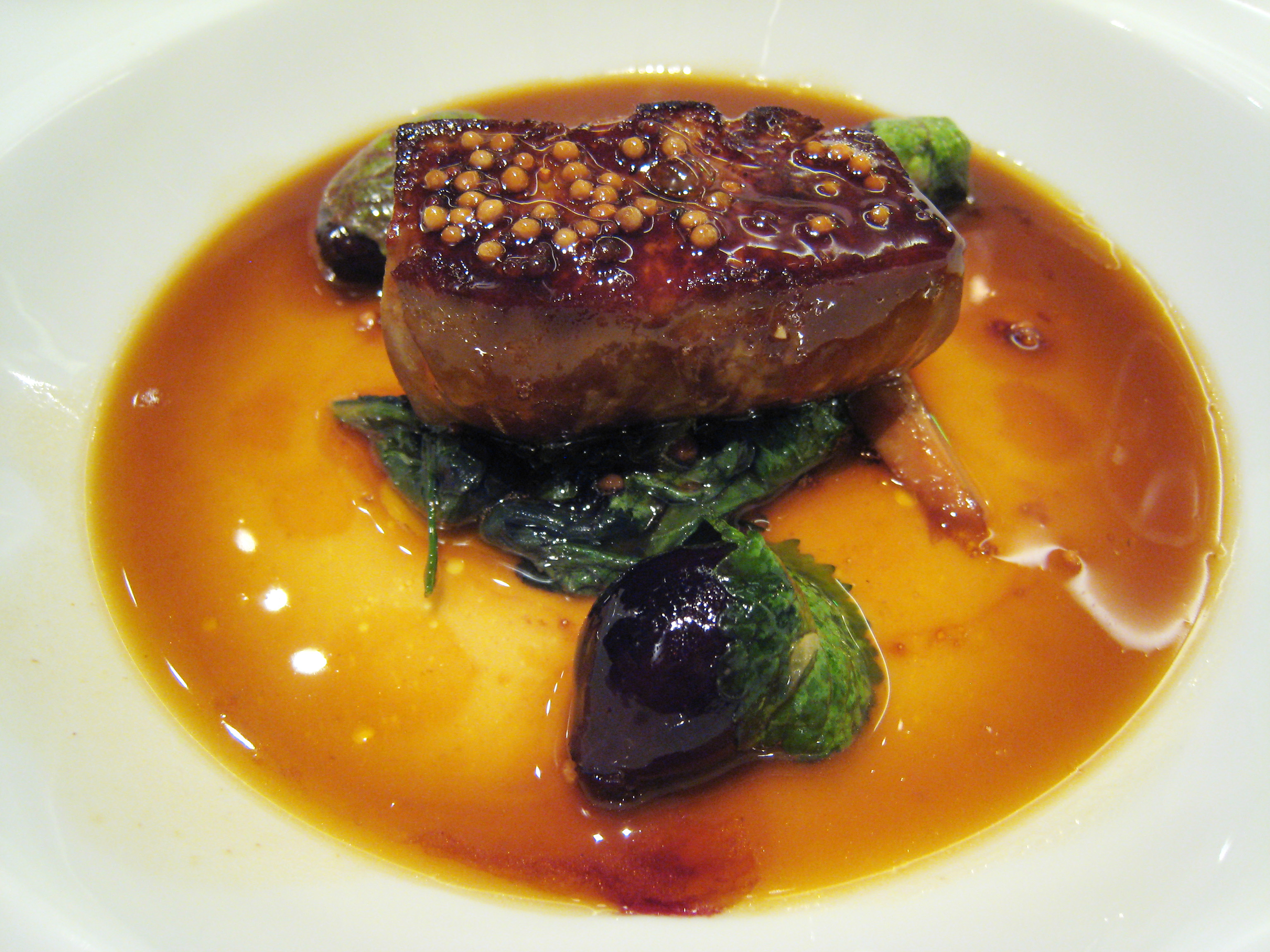
foie gras
foie gras; généralement le foie d'oie suralimenté, d'où : pâté de foie gras, pâté à base de foie d'oie.
folie à deux
une occurrence simultanée de délires chez deux personnes étroitement liées, souvent dites d'une romance inappropriée. En psychologie clinique, le terme est utilisé pour décrire les personnes qui partagent des délires schizophréniques. Les formes dérivées folie à trois, folie à quatre, folie en famille ou encore folie à plusieurs n'existent pas en français où « collective hysterics » est utilisé.
force majeure
un événement irrésistible et imprévisible, notamment lorsqu'il s'agit de météo (apparaît souvent dans les contrats d'assurance).
forte
litt. « point fort » (d'une épée). La force, l'expertise, son point fort.
froideur
froideur (pour le comportement et les manières seulement).

### G

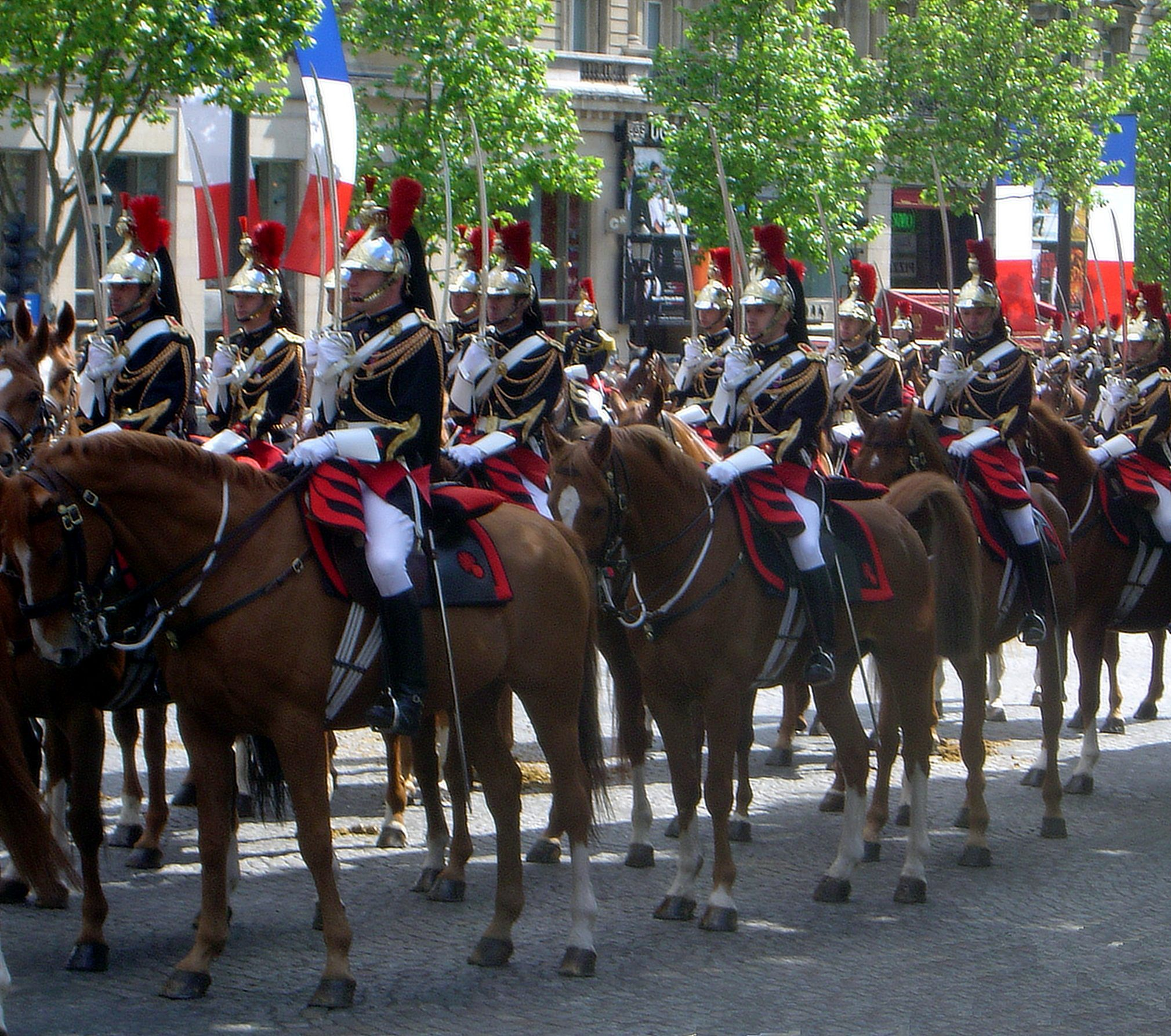
Gendarmes

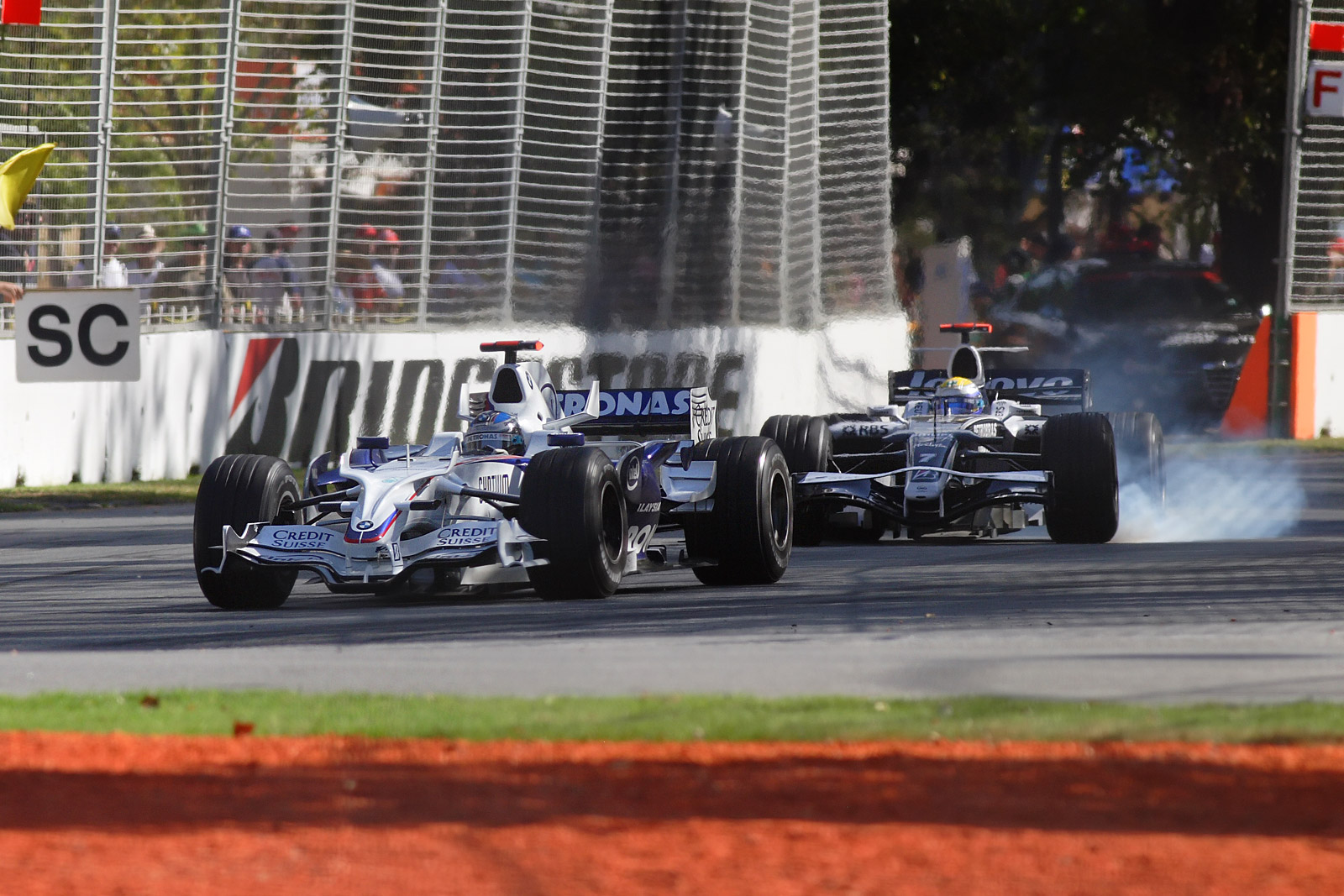
Grand-Prix.

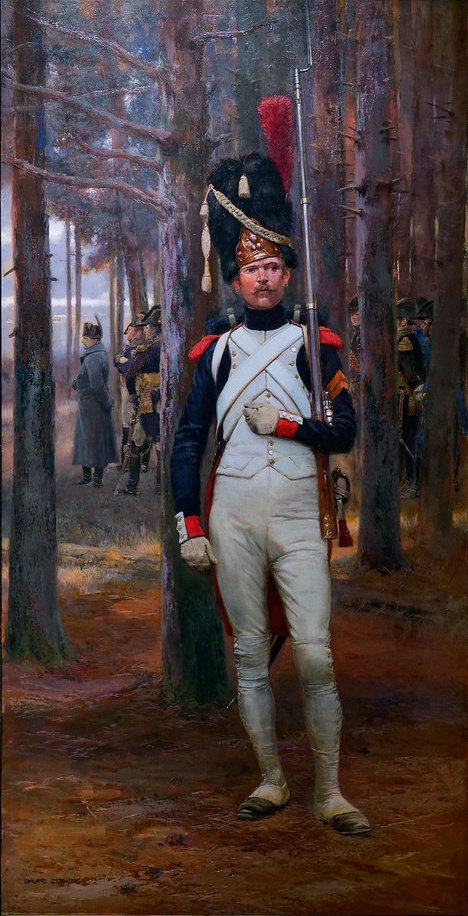
Grenadier

gaffe
gaffe
garage
parking couvert
garçons
litt. « garçon » ou « serviteur » ; parfois utilisé par les anglophones pour attirer l'attention d'un serveur masculin (a une connotation ludique en anglais mais est condescendant et éventuellement offensant en français).
gauche
allumé. « gauche ». Maladroit, sans tact.
gaucherie
grossièreté, maladresse.
gendarme
un membre de la gendarmerie ; familièrement, un policier
gendarmerie
un corps militaire chargé de fonctions de police
le genre
un type ou une classe, comme "le genre thriller ".
gîte
gite de vacances meublé typiquement de la France rurale.
glissade
glisser sur une pente.
grand Prix
litt. « Grand Prix » ; un type de course automobile. Le pluriel anglais est Grands Prix.
Grand-Guignol
un spectacle d'horreur, nommé d'après un théâtre français célèbre pour ses pièces effrayantes et ses effets spéciaux sanglants. ( Guignol peut être utilisé en français pour décrire une personne ridicule, de la même manière que clown pourrait être utilisé en anglais. )
grenadier
un soldat spécialisé, d'abord établi pour le lancement de grenades et plus tard comme troupes d'élite.

### H
habitué
personne qui fréquente régulièrement un lieu.

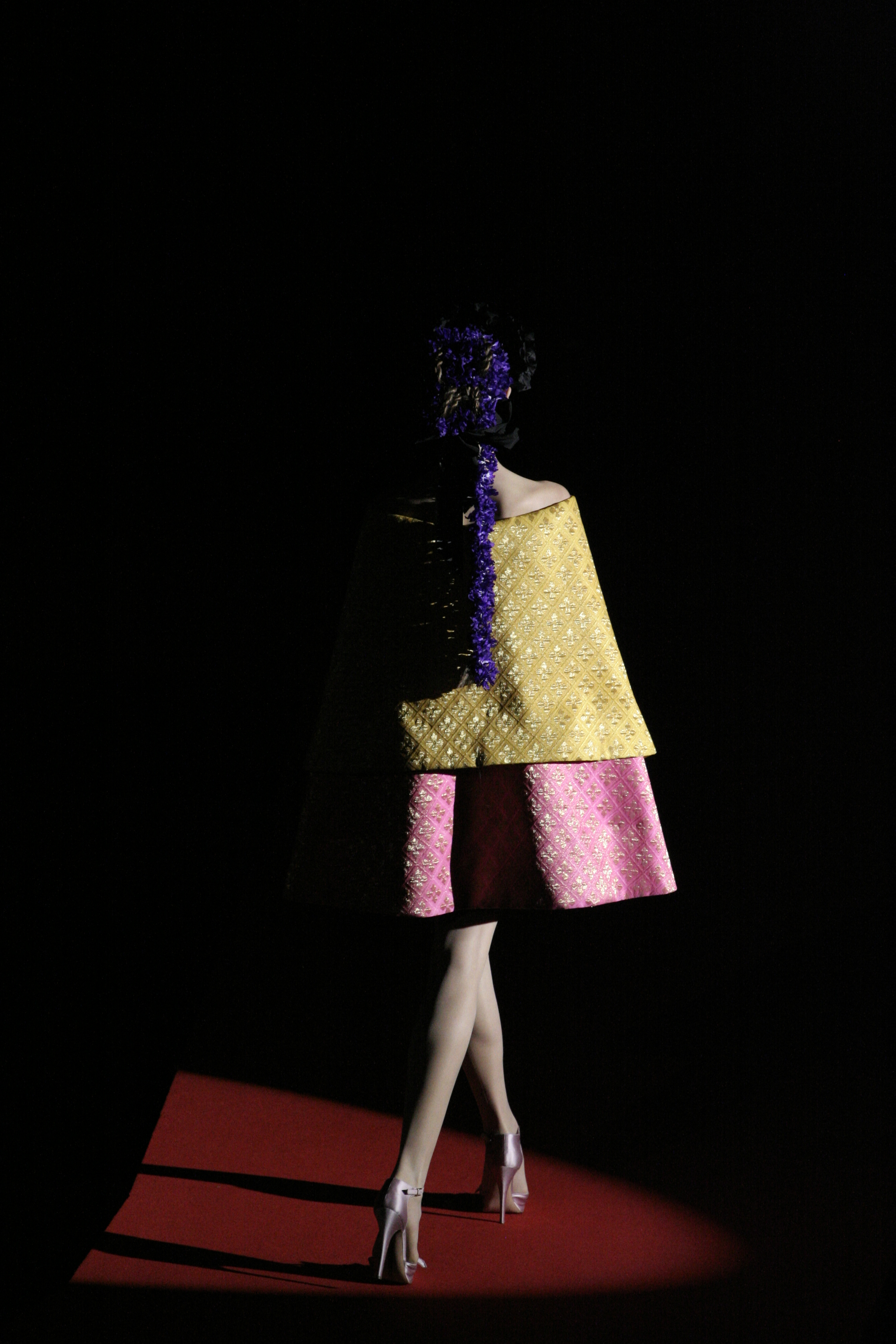
haute couture
litt. « haute couture » : vêtements sur mesure basés à Paris ; mode avant-gardiste
haute ecole
litt. « lycée » : composantes avancées du dressage classique (équitation) ; lorsqu'il est en majuscule (Haute Ecole), fait référence aux établissements d'enseignement supérieur les plus prestigieux de France (par exemple, Polytechnique, ENA, Les Mines)
hauteur
litt. « hauteur »: arrogance.
haut monde
litt. le « monde élevé »: société à la mode.
Honi soit qui mal y pense
« Honte à celui qui en pense du mal »; ou parfois traduit par « Mal soit celui qui pense mal »; la devise de l'Ordre anglais de la Jarretière (le français moderne écrit honni au lieu de l'ancien français honi et exprimerait « qui en pense du mal » au lieu de « qui mal y pense »). La phrase Honni soit qui mal y pense (souvent avec double n) peut encore être utilisée en français comme expression figée pour signifier « Que personne n'en pense du mal » par allusion à la devise de la Jarretière. Une expression quasi-synonyme plus familière en français serait en tout bien tout honneur.
hors de combat
litt. « hors du combat »: empêché de se battre ou de participer à un événement, généralement par blessure.
hors-concours
allumé. « hors concours » : ne pas être jugé avec les autres en raison de la supériorité de l'œuvre sur les autres.
hors-d'œuvre
allumé. « en dehors de l'œuvre [principale] » : apéritif.

### I

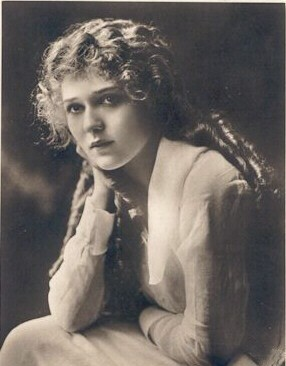
Ingénue

idée fixe
litt. « idée fixe » : obsession ; en musique, un leitmotiv.
impasse
une situation sans échappatoire, comme une difficulté sans solution, une dispute où aucun accord n'est possible, etc. ; une impasse.
ingénu(e)
un jeune homme / femme innocent, utilisé en particulier en référence à un personnage de théâtre qui est entièrement vierge et sain. L'Ingénu est une célèbre nouvelle écrite par Voltaire.

### J
j'accuse
« J'accuse »; utilisé généralement en référence à un acte d'accusation politique ou social (faisant allusion à J'Accuse…!, l'exposé d'Émile Zola sur l'affaire Dreyfus, un scandale politique qui a divisé la France des années 1890 au début des années 1900 (décennie) et a impliqué la fausse condamnation pour trahison en 1894 d'Alfred Dreyfus, jeune officier d'artillerie français d'origine juive).
j'adoube
Aux échecs, une expression, dite discrètement, qui signale l'intention de redresser les pièces sans s'engager à bouger ou à capturer la première touchée selon les règles du jeu ; allumé. « J'ajuste », d' adouber, à dub (l'action d'adouber quelqu'un).
je ne regrette rien
« Je ne regrette rien » (du titre d'une chanson populaire chantée par Édith Piaf : Non, je ne regrette rien ). C'est aussi l'expression que le chancelier de l'Échiquier du Royaume-Uni, Norman Lamont, a choisi d'utiliser pour décrire ses sentiments face aux événements du 16 septembre 1992 (« mercredi noir »).
je ne sais quoi
litt. « Je-ne-sais-quoi » : un « quelque chose » indescriptible ou indéfinissable qui distingue l'objet en question d'autres qui lui sont superficiellement similaires.
jeu d'esprit
litt. « jeu d'esprit »: un commentaire ou une composition plein d'esprit, souvent léger
jeunesse dorée
litt. "jeunesse dorée" ; nom donné à un corps de jeunes dandys, appelés aussi les Muscadins, qui, après la chute de Robespierre, combattirent les Jacobins. Aujourd'hui utilisé pour la progéniture juvénile, en particulier en cas d'intimidation et de vandalisme, des riches.
joie de vivre
joie de vivre/vivre.

### L
l'appel du vide
litt. « appel du vide » ; utilisé pour désigner les pensées suicidaires intellectuelles ou l'envie de s'engager dans des comportements autodestructeurs (suicidaires) au cours de la vie quotidienne. Par exemple, penser à faire une embardée dans la voie opposée en conduisant ou ressentir l'envie de sauter du bord d'une falaise en se tenant dessus. Ces pensées ne sont pas accompagnées de détresse émotionnelle.
laissez-faire
litt. « laisser faire »; souvent utilisé dans le contexte de la politique économique ou de la philosophie politique, signifiant laisser tranquille ou non-ingérence. L'expression est le raccourci de Laissez faire, laissez passer, une doctrine soutenue pour la première fois par les physiocrates au XVIIIe siècle. La devise a été inventée par Vincent de Gournay, et elle est devenue populaire parmi les partisans du libre-échange et du libéralisme économique. Il est également utilisé pour décrire un style parental en psychologie du développement, où le ou les parents n'appliquent pas de règles ou de directives. Selon le style parental, c'est maintenant l'un des principaux styles de gestion. Utilisé plus généralement en anglais moderne pour décrire une attitude ou une approche particulièrement décontractée ou « sans intervention » de quelque chose.
laissez passer
un document de voyage, un passeport
laissez les bons temps rouler
Expression cajun pour « laisser rouler les bons moments » : inusitée en français « standard », et généralement mal comprise par les francophones hors de la Louisiane, qui diraient profitez des bons moments.
boiteux
un type de tissu tissé ou tricoté avec des fils métalliques.
lanterne rouge
la dernière place dans une course cycliste par étapes ; le plus couramment utilisé dans le cadre du Tour de France.
lèse majesté
une offense contre un pouvoir souverain; ou, une atteinte à la dignité de quelqu'un ou à une coutume ou institution tenue pour sacrée (du latin crimen laesae maiestatis : le crime de majesté lésée).
liaison
une relation ou un lien étroit ; une affaire. Le sens français est plus large; liaison signifie aussi "liaison"' comme dans une liaison chimique (une liaison chimique)
lingerie
un type de sous-vêtement féminin.
littérateur
un intellectuel (peut être péjoratif en français, c'est-à-dire quelqu'un qui écrit beaucoup mais qui n'a pas de compétence particulière).
louche
de goût douteux, mais aussi quelqu'un ou quelque chose qui éveille les soupçons de quelqu'un.
Louis Quatorze
Louis XIV (de France), le Roi Soleil, généralement une référence à la décoration ou à la conception de meubles.
Louis Quinze
Louis XV (de France), associé au style rococo du mobilier, de l'architecture et de la décoration intérieure.

### M

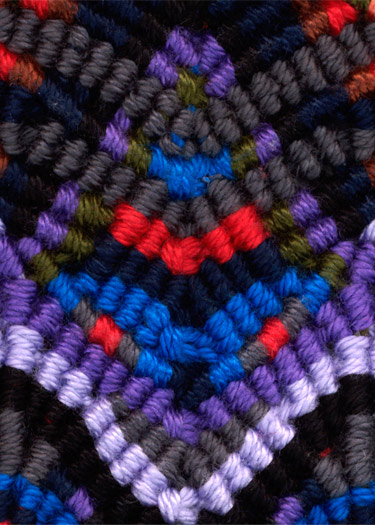
Macramé

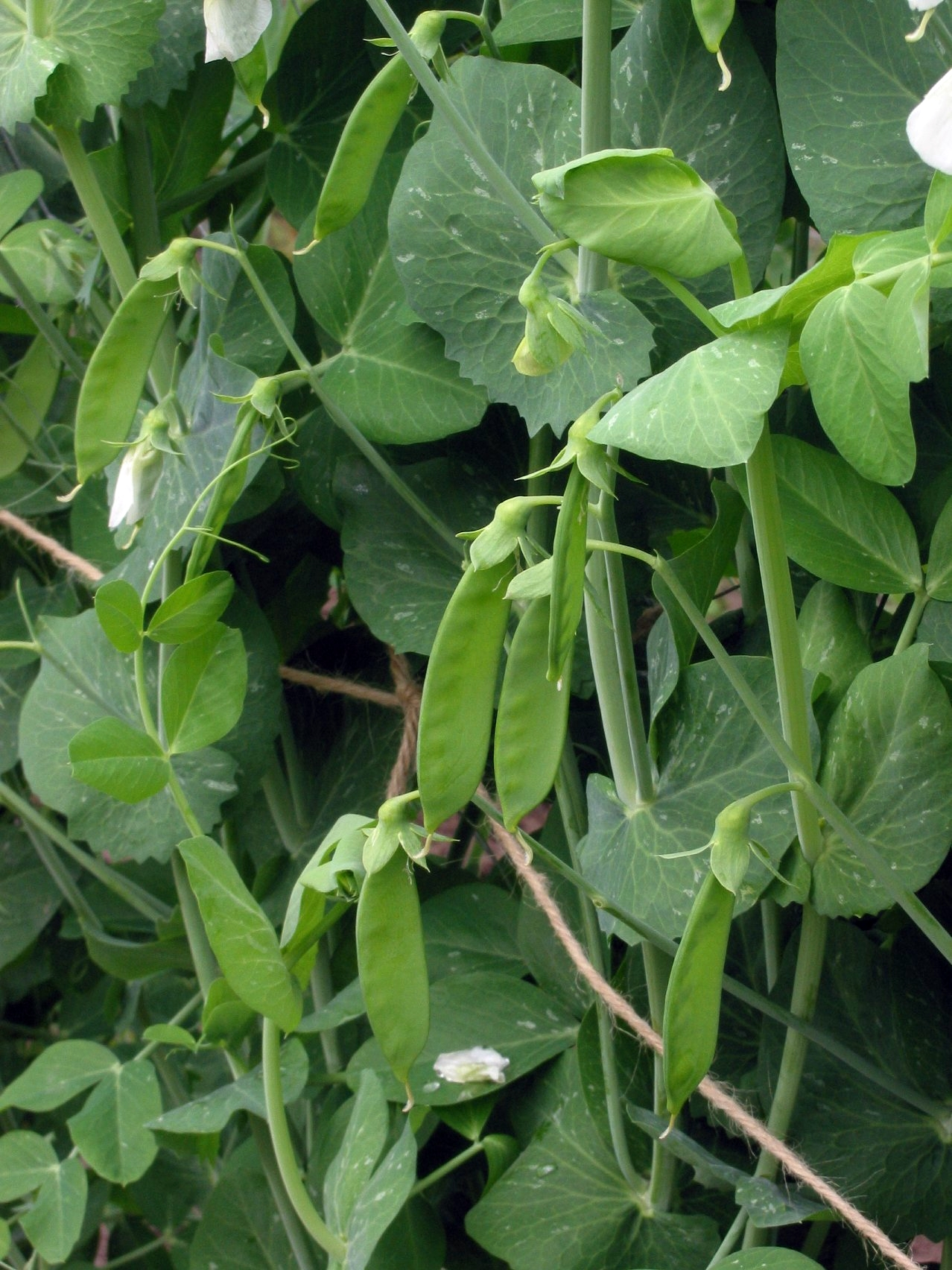
Mange-tout

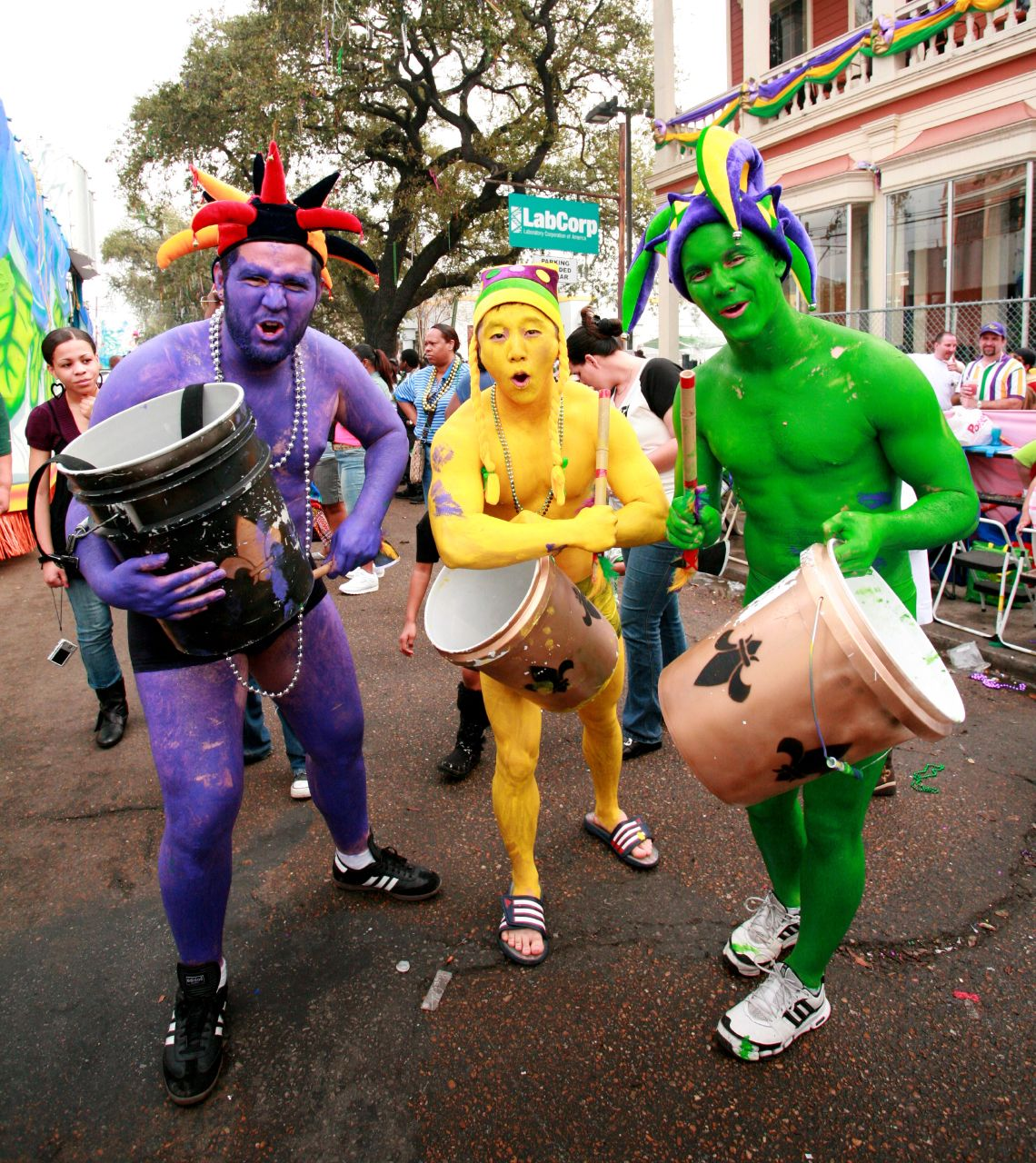
Mardi Gras

macramé
dentelle grossière réalisée avec des cordons noués.
Madame
une tenancière de bordel (Fowler's Modern English Usage, 3e édition, p. 475). En français, un titre de respect pour une femme plus âgée ou mariée (littéralement « ma dame »); parfois orthographié « madame » en anglais (mais jamais en français).
mademoiselle
allumé. « ma noble demoiselle » : jeune demoiselle célibataire, mademoiselle.
malaise
un sentiment général de dépression ou de malaise. Peut également être utilisé pour désigner la complaisance ou la léthargie envers quelque chose.
mange-tout
une phrase décrivant les pois mange-tout et les pois mange-tout (litt. « manger tout », car ces pois peuvent être cuits et mangés avec leur cosse).
raté
insatisfait ; manqué.
Mardi Gras
Mardi Gras ou Mardi Gras, le dernier jour où l'on mange de la viande avant le Carême.
marque
un modèle ou une marque.
matériel
fournitures et équipements, notamment dans un contexte militaire (le sens français est plus large et correspond davantage à « matériel »)
mauvais quart d'heure
allumé. « mauvais quart d'heure » : un court moment désagréable ou inconfortable.
mdr
Alt., MDR. Abréviation en SMS, proche de LOL ; pour mort de rire (mort, adj. ou verbe, passé), ou mourir de rire (mourir, verbe, infinitif). Litt., comme adjectif ou passé, mort ou mort de rire, donc « mort de rire » ou « mourir de rire » ; comparer mort de faim pour starve.
mélange
un mélange.
mêlée
un combat confus; une foule en difficulté. En français aussi : une mêlée de rugby.
ménage à trois
allumé. « ménage pour trois »: un arrangement sexuel entre trois personnes.
métier
un domaine de travail ou une autre activité ; généralement un dans lequel on a une capacité ou une formation spéciale.
milieu
environnement social; cadre (a aussi le sens de « milieu », et communauté du crime organisé en français).
milieu intérieur
l'environnement fluide extra-cellulaire, et sa capacité physiologique à assurer la stabilité protectrice des tissus et organes des organismes vivants multicellulaires.
mirepoix
un mélange de cuisson composé de deux parts d'oignons et d'une part de céleri et de carottes.
mise en place
un assemblage d'ingrédients, généralement disposés dans de petits bols, servant à faciliter la cuisson. Cela signifie que tous les ingrédients crus sont préparés et prêts à l'emploi avant la cuisson. Traduit, "mis en place".
mise en scène
le processus de mise en scène en ce qui concerne le placement des acteurs, des décors, des propriétés, etc. ; la mise en scène ou le décor d'une pièce de théâtre ; entourage, environnement.
mise en table
mise en table.
montage
édition.
le mot juste
litt. « la parole juste » ; le bon mot au bon moment. Le français l'utilise souvent dans l'expression chercher le mot juste (rechercher le mot juste).
motif
un élément thématique récurrent.
moue
un type d'expression faciale ; pincement des lèvres pour indiquer l'insatisfaction, une moue. Voir réflexe du museau.
mousse
un dessert fouetté ou une mousse coiffante ; en français, cependant, il désigne tout type de mousse ou de mousse.

### N
naïveté
Manque de sophistication, d'expérience, de jugement ou de mondanité ; naïveté; crédulité; crédulité.
né, née
litt. « né » : le nom de naissance d'un homme/femme (nom de jeune fille pour une femme), par exemple, « Martha Washington, née Dandridge ».
n'est-ce pas ?
« n'est-ce pas [vrai]? »
demandé rhétoriquement après une déclaration, comme dans « N'est-ce pas? ».
noblesse oblige
« noblesse oblige »
ceux qui ont obtenu une station supérieure dans la vie ont le devoir d'étendre des faveurs / courtoisies (éventuellement symboliques) à ceux des stations inférieures.
nom de guerre
pseudonyme pour masquer l'identité d'un chef d'un groupe militant, littéralement "nom de guerre", utilisé en France pour "pseudonyme".
pseudonyme
une contre-traduction de « pen name » anglais : pseudonyme de l'auteur.
Bien que maintenant également utilisé en français, le terme a été inventé en anglais par analogie avec nom de guerre.
sans égal
Inégalé, inégalé; sans précédent; unique
l'équivalent français moderne de cette expression est sans pareil (littéralement "sans égal").
nouveau (pl. nouveaux; fem. nouvelle; fem. pl. nouvelles)
Nouveau.
Nouveau Riche
litt. « nouvellement riche »
utilisé pour désigner en particulier ceux qui vivent un style de vie criard avec leur nouvelle richesse; voir aussi arriviste et parvenu.
nouvelle vague
litt. « nouvelle vague. »
Utilisé pour indiquer une nouvelle façon ou une nouvelle tendance de quelque chose. A l'origine marqué un nouveau style du cinéma français à la fin des années 1950 et au début des années 1960, réagissant contre des films jugés trop littéraires.

### O
objet d'art
une œuvre d'art, généralement une peinture ou une sculpture ; aussi un objet utilitaire affiché pour ses qualités esthétiques
œuvre
« œuvre », au sens d'œuvre d'artiste ; par extension, l'ensemble de l'œuvre d'un artiste.
opéra-bouffe
comédie, satire, parodie ou farce.
outré
dépasser les limites de la bienséance ; excentrique dans le comportement ou l'apparence d'une manière inappropriée

### P

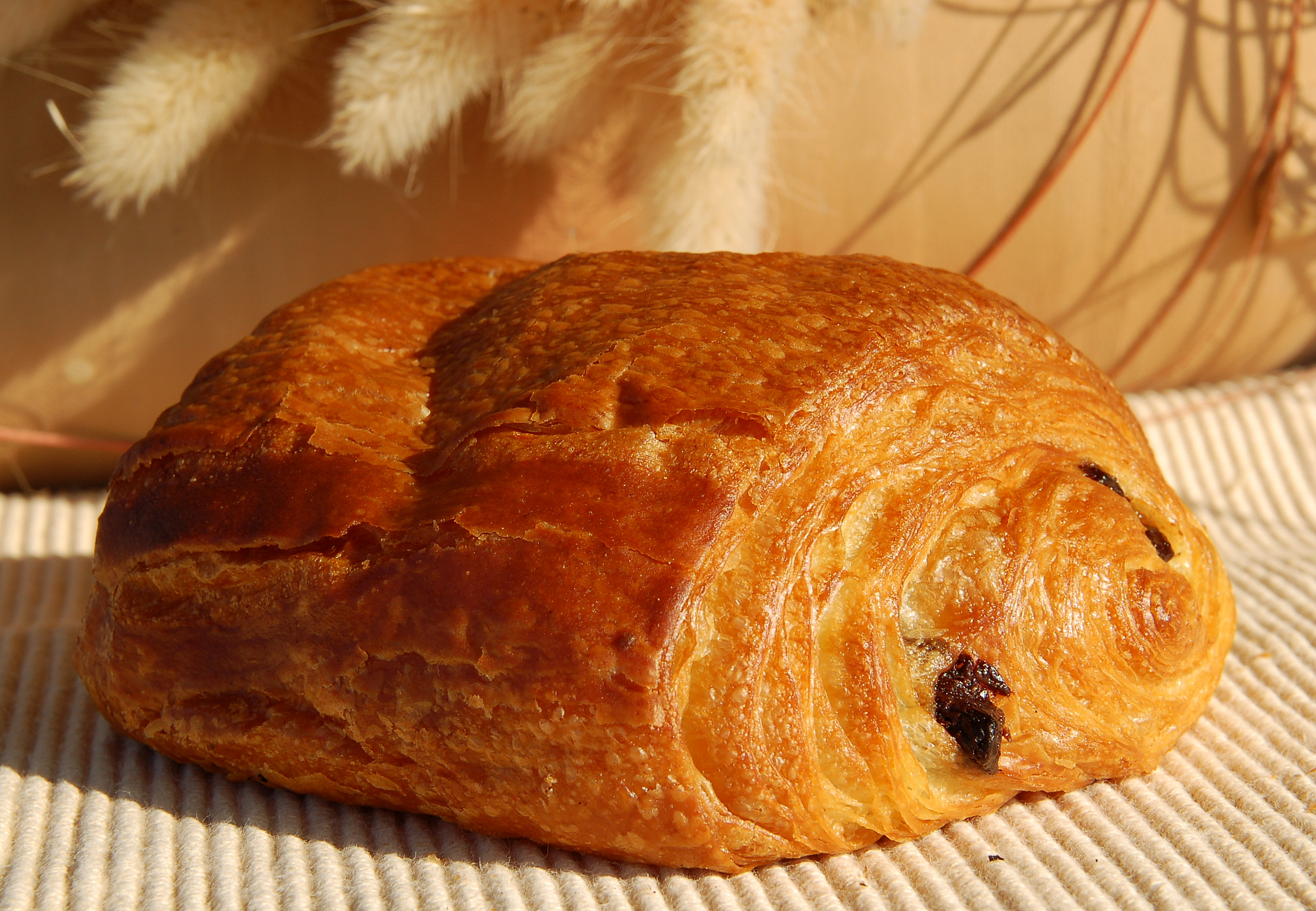
Pain au chocolat

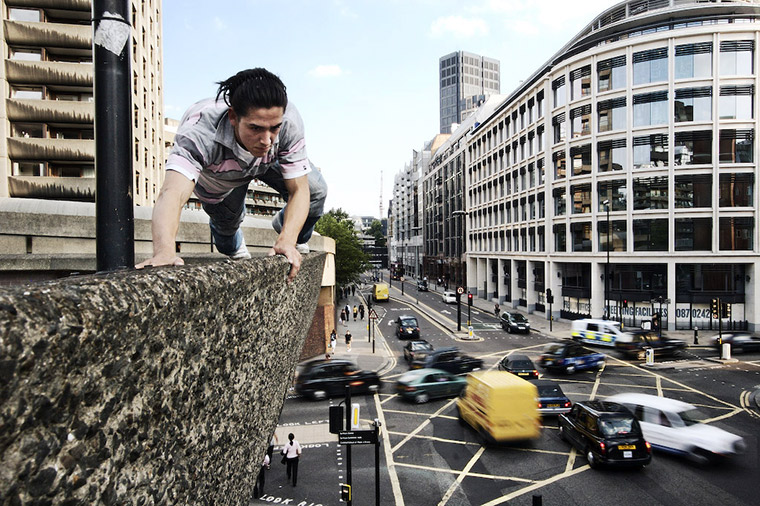
Parkour

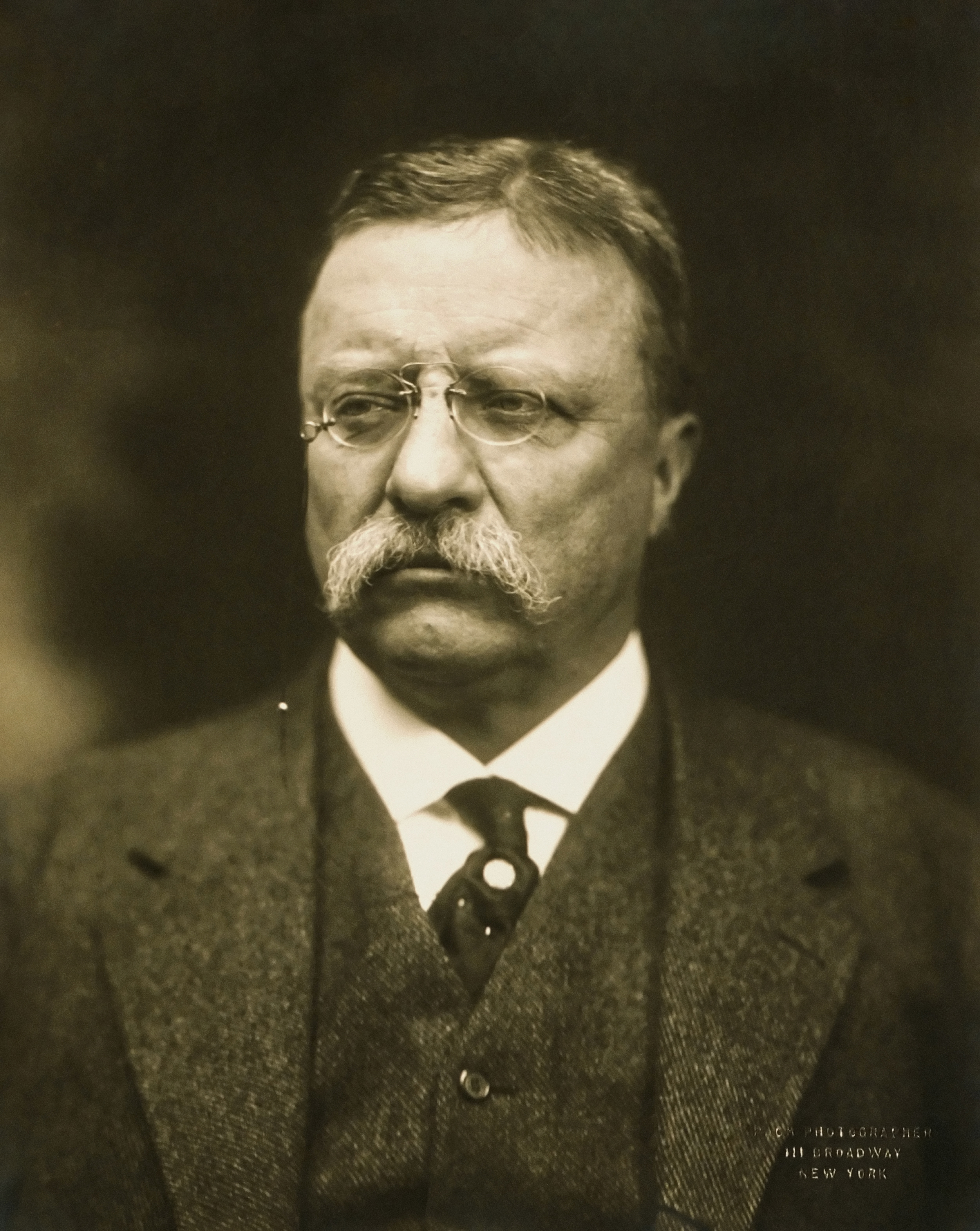
Pince-nez

### Q
Quai d'Orsay
adresse du ministère français des affaires étrangères à Paris, utilisée pour désigner le ministère lui-même.
Quatorze juillet
« 14 juillet », généralement appelé Bastille Day en anglais. Le début de la Révolution française en 1789 ; utilisé pour désigner la Révolution elle-même et ses idéaux. C'est la fête nationale française.
quelle bonne idée !
Quelle bonne idée!
quel dommage !
Quelle triste chose ! (peut être utilisé sarcastiquement).
quelle horreur !
Quelle chose horrible ! (peut être utilisé sarcastiquement).
quelle surprise !
Quelle chose surprenante ! (principalement utilisé de manière sarcastique)

### R
conteur
un conteur.
raison d'être

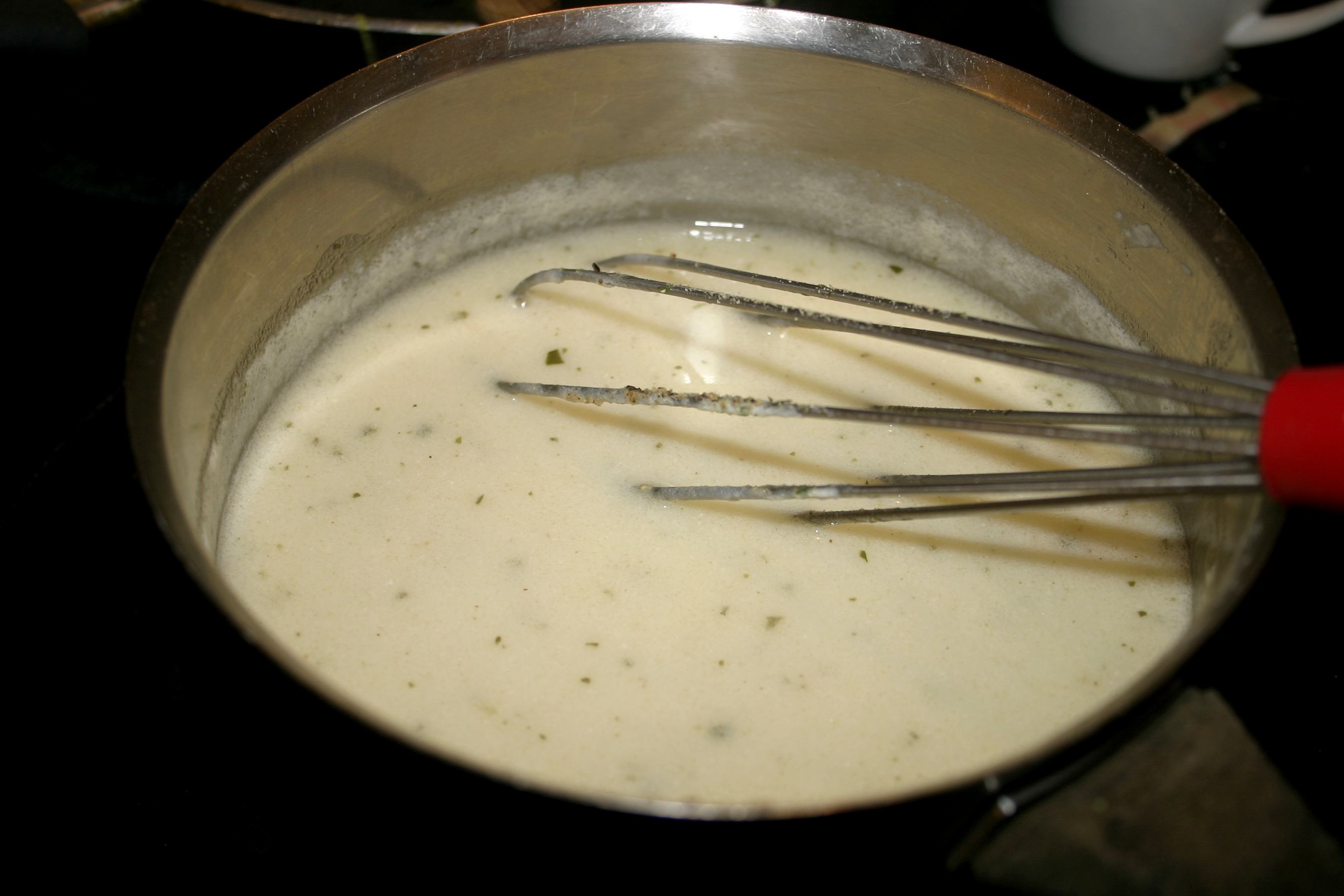
Roux

« raison d'être »: justification ou but de l'existence.
rapprochement
l'établissement de relations cordiales, souvent utilisées en diplomatie.
reconnaissance
le scoutisme, l'exploration militaire à l'extérieur d'une zone occupée par des forces amies
Renaissance
une période historique ou un mouvement culturel de renaissance
refoulement
l'expulsion des personnes qui ont le droit d'être reconnues comme réfugiés.
reportage
rapports ; journalisme.
répondez s'il-vous-plaît. (RSVP)
Veuillez répondre. Bien que les francophones utilisent plus souvent « prière de répondre » ou « je vous prie de bien vouloir répondre », c'est assez courant.
restaurateur
un restaurateur.
Rive Gauche
la rive gauche (sud) (de la Seine à Paris). Un état d'esprit particulier attribué aux habitants de ce quartier, dont fait partie la Sorbonne
roi fainéant
litt. « roi qui ne fait rien » : expression utilisée pour la première fois à propos des rois de France de 670 à 752 (Thierry III à Childéric III), marionnettes de leurs ministres. Le terme a ensuite été utilisé pour désigner d'autres membres de la royauté qui avaient été rendus impuissants, également dans d'autres pays, mais a perdu son sens lorsque le parlementarisme a rendu tous les membres de la famille royale impuissants.
roman à clef
litt. « roman avec une clé »: un récit de personnes, de lieux ou d'événements réels sous une forme fictive.
roué
un vieil homme ouvertement débauché et lubrique.
roux
un mélange cuit de farine et de beurre fondu (ou autre matière grasse) utilisé comme base dans les soupes et les sauces.

### S
sacré bleu
litt. « bleu sacré »: un serment haché français daté provenant du blasphématoire "sacre dieu!" («Mon Dieu!» ). Signifié comme un cri de surprise ou de bonheur.
L'orthographe française est sacrebleu en un mot.
sang-froid
litt. « sang froid »: sang-froid et sang-froid sous tension; lèvre supérieure raide . Également péjoratif dans l'expression meurtre de sang-froid ("meurtre de sang-froid").
sans
sans pour autant.
sans-culottes
litt. « sans culotte », un nom que la foule insurgée dans les rues de Paris s'est donnée pendant la Révolution française, car ils portaient généralement des pantalons (pantalons ou pantalons longs) au lieu de la culotte chic jusqu'aux genoux des nobles. Dans l'usage moderne : tenant de fortes opinions républicaines.
sauter
litt.. « jumped », du participe passé du verbe sauter (sauter), qui peut être utilisé comme adjectif ou comme nom ; rapidement frit dans une petite quantité d'huile, sauté. ex : sauté de veau.
savant
litt. « sachant » : une personne sage ou savante ; en anglais, un exceptionnellement doué dans une compétence étroite.
savoir-faire
litt. « savoir faire » ; pour répondre adéquatement à toute situation.
savoir-vivre
fait de suivre des normes conventionnelles au sein d'une société ; étiquette (étiquette vient aussi d'un mot français, étiquette).
sobriquet
un nom d'emprunt, un surnom (souvent utilisé de manière péjorative en français).
soi-disant
allumé. « se dire » ; soi-disant; auto-décrit.
soigné
à la mode; brillant.
soirée
une soirée.
sommelier
un sommelier.
soupçon
une très petite quantité. (En français, cela peut aussi signifier "suspicion". )
soupe du jour
litt. « soupe du jour », le type particulier de soupe offert ce jour-là.
succès d'estime
allumé. « succès d'estime ; succès critique » ; parfois utilisé péjorativement en anglais.

### T

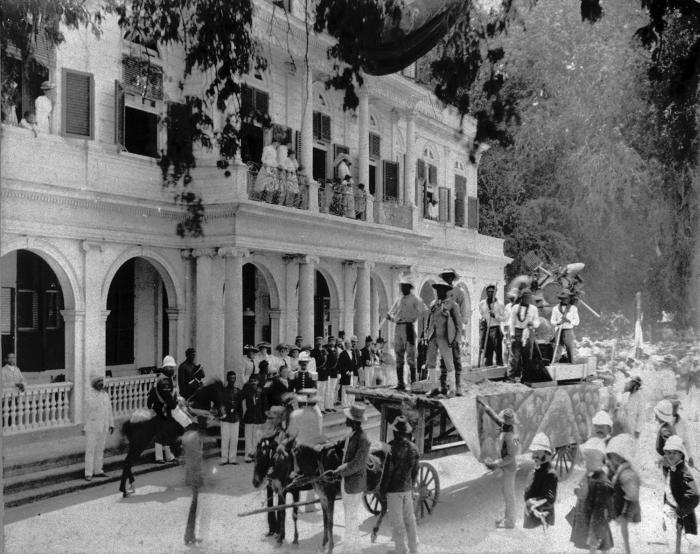
Tableau vivant

tableau
« tableau noir ». Le sens est plus large en français : tous types de tableau (tableau noir, tableau blanc, tableau d'affichage . . . ). Désigne aussi une peinture (voir tableau vivant, ci-dessous) ou un tableau (carte).
tableau vivant
litt. « image vivante » ; le terme décrit un groupe frappant d'acteurs convenablement costumés ou de modèles d'artistes, soigneusement posés et souvent éclairés de manière théâtrale.
Tenné
brun orangé, couleur « rouille », peu utilisé en dehors des blasons héraldiques.
tête à tête
litt. « tête à tête »; une rencontre intime ou une conversation privée entre deux personnes.
toilettes
le processus d'habillage ou de toilettage. Fait également référence en français, au pluriel (les toilettes), à la salle des toilettes.
torsades de pointes
litt. « torsion autour d'un point », utilisé pour décrire un type particulier de rythme cardiaque.
touché
litt. « touché » ou « frappé ! » : reconnaissance d'un contrepoint efficace ou d'une riposte verbale ; vient de la terminologie du sport de l'escrime. En français a un sens plus large (touché) comme "émotionnellement touché".
tour de force (aussi tour de force)
litt. « tour de force »: un coup, une création, un effet ou un accomplissement magistral ou brillant,.
tout court
litt. « tout court »: généralement utilisé en philosophie pour signifier "rien d'autre", contrairement à une alternative plus détaillée ou extravagante. Par exemple, « Kant ne croit pas que la morale dérive de la raison pratique appliquée à des fins morales, mais de la raison pratique tout court ».
tout de suite
tout de suite, tout de suite. Souvent mutilé comme « toot sweet ».
tranche
litt. « tranche »: l'une des différentes catégories de titres impliqués dans une seule transaction financière.
triage
lors d'une urgence médicale ou d'une catastrophe, le processus de détermination de la priorité du traitement médical ou du transport en fonction de la gravité de l'état du patient. Ces dernières années, dans l'usage de l'anglais britannique, le terme a également été utilisé dans le sens de filtrer ou de traiter quelque chose au point de contact, avant qu'il ne nécessite une escalade.

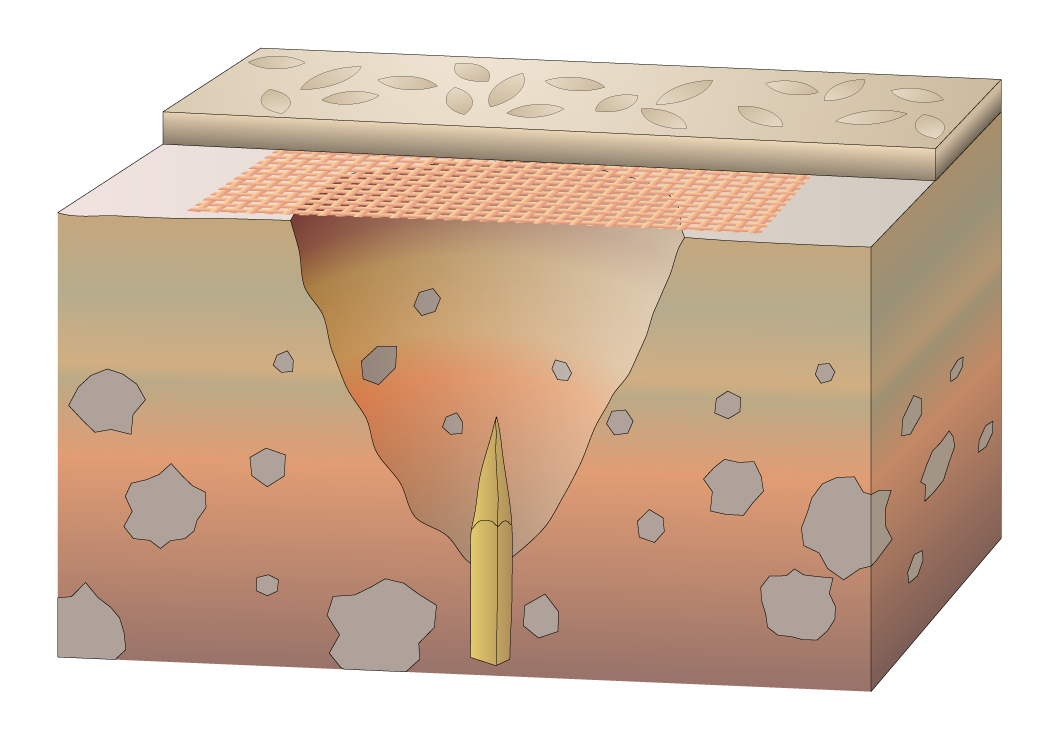
Trou de loup

tricoteuse
une femme qui tricote et bavarde; des femmes qui tricotaient et cousaient en regardant les exécutions des prisonniers de la Révolution française.
trompe-l'oeil
litt. « tromper l'œil » ; réalisme photographique dans la peinture d'art ou la peinture décorative dans une maison.
trou de loup
allumé. « trou de loup » ; une sorte de piège.

### V
va-et-vient
litt. « va et vient » ; le va-et-vient continuel de personnes vers et depuis un lieu.
lieu)
un homme/une femme invité(e) pour un spectacle, ou "celui qui est venu" ; le terme n'est pas utilisé en français moderne, bien qu'il puisse encore être entendu dans quelques expressions comme bienvenu/e (littéralement "bien venu": bienvenue) ou le premier venu (n'importe qui; littéralement, "le premier qui est venu"). Presque exclusivement utilisé en anglais moderne comme nom signifiant le lieu où se déroule une réunion ou un événement.
vin de pays
litt. « vin de pays » ; vin d'une qualité désignée inférieure à l' appellation contrôlée.

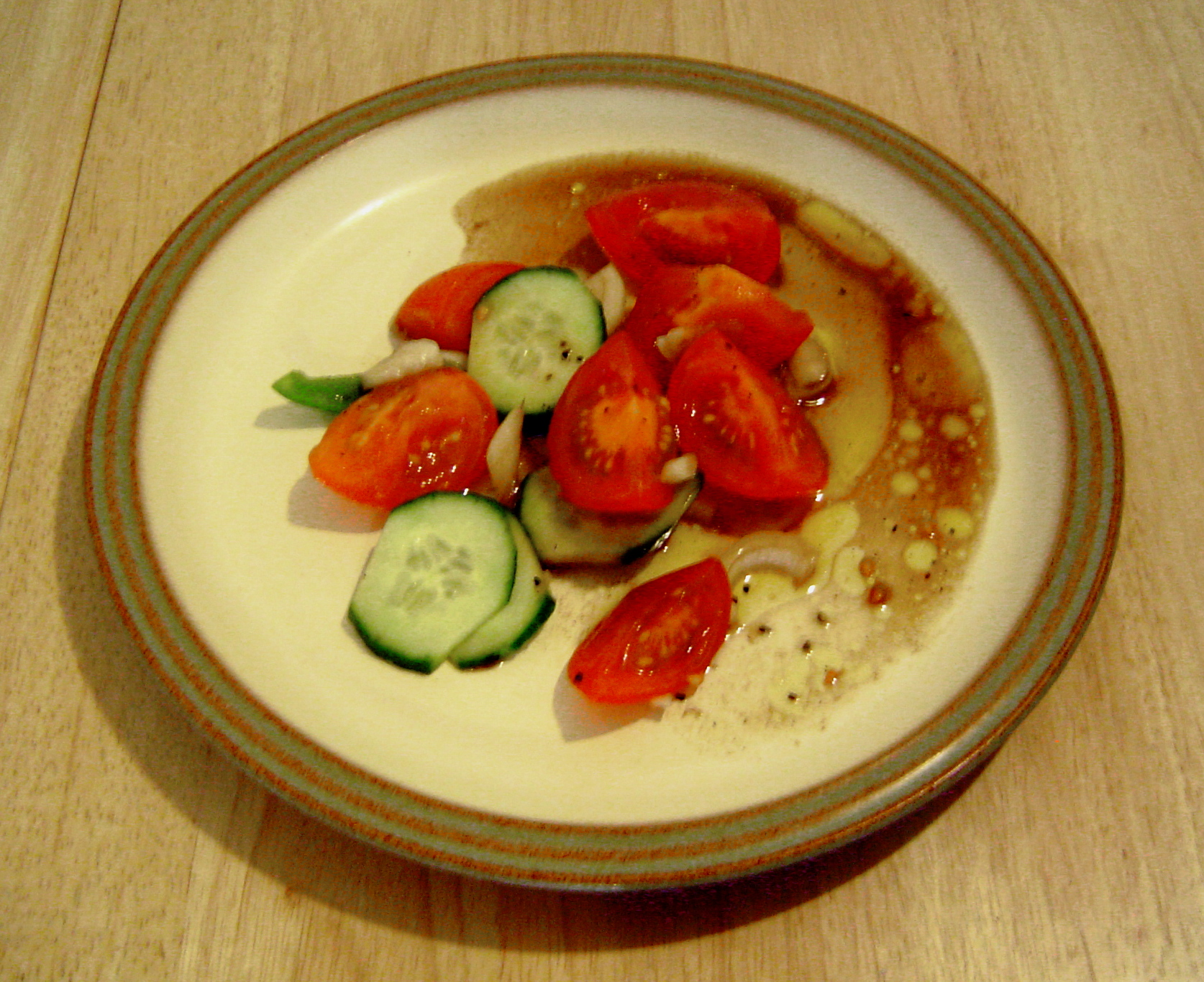
Salade avec vinaigrette

vinaigrette
diminutif de vinaigre (vinaigre) : vinaigrette à base d'huile et de vinaigre.
vis-à-vis (aussi vis-à-vis)
litt. « face à face [avec] » : en comparaison avec ou en relation avec ; opposé à. De vis, un mot obsolète pour "visage", remplacé par visage en français contemporain. En français, c'est aussi un mot de vocabulaire immobilier, signifiant que vos fenêtres et celles de vos voisins sont à portée de vue (plus précisément, que vous pouvez voir l'intérieur de leur maison).
Vive [. . . ] !
« Longue vie ...! »; litt. « Vivre »; comme dans «Vive la France !» , Vive la République !, Vive la Résistance !, Vive le Canada !, ou Vive le Québec libre ! (vive le Québec libre, un slogan souverainiste célèbre utilisé par le président français Charles de Gaulle en 1967 à Montréal ). Contrairement à viva (italien et espagnol) ou vivat (latin), il ne peut pas être utilisé seul; il a besoin d'un complément.
Vive la différence !
litt. «[vive] la différence» ; se référant à l'origine à la différence entre les sexes ; l'expression peut également être utilisée pour célébrer la différence entre deux groupes de personnes (ou simplement la diversité générale des individus).
voilà !
litt. « voir là-bas » ; en français, cela peut signifier simplement « ça y est » ; en anglais, il se limite généralement à une révélation triomphale.
volte-face
forme francisée de la volta faccia italienne, lit. « tourner la face », volte-face, manœuvre en marche ; au sens figuré, un renversement complet d'opinion ou de position.
voulez-vous coucher avec moi (ce soir) ?
"Voulez-vous coucher avec moi (ce soir) ?" ou plus exactement, "Voulez-vous passer la nuit avec moi?" En français, coucher est vulgaire dans ce sens. En anglais, il apparaît dans la pièce A Streetcar Named Desire de Tennessee Williams, ainsi que dans les paroles d'une chanson populaire de Labelle, « Lady Marmalade ».
voyeur
litt. « quelqu'un qui voit » ; un voyeur.

### Z
zut alors !
« Mince! » ou l'expression britannique « Blimey! » Ceci est une exclamation générale (l'équivalent vulgaire est merde alors ! « Bon sang! » ). Tout simplement zut est également utilisé, souvent répété pour l'effet : zut, zut et zut ! Il y a un album de Frank Zappa, intitulé par jeu de mots Zoot Allures . La phrase est également utilisée sur le croquis de Saturday Night Live Weekend Update par le personnage récurrent Jean K. Jean, joué par Kenan Thompson ainsi que par Dan Conner de John Goodman dans un épisode de Roseanne lorsque Roseanne s'habille dans une tenue sexy et a une photo boudoir prise d'elle comme cadeau d'anniversaire pour son mari.

## Non utilisé tel quel en français
Grâce à l'évolution de la langue, de nombreux mots et expressions ne sont plus utilisés en français moderne. Il existe aussi des expressions qui, bien que grammaticalement correctes, n'ont pas le même sens en français que les mots anglais qui en dérivent. Certains usages de mots plus anciens apparaissent encore en français québécois.

## Trouvé uniquement en anglais

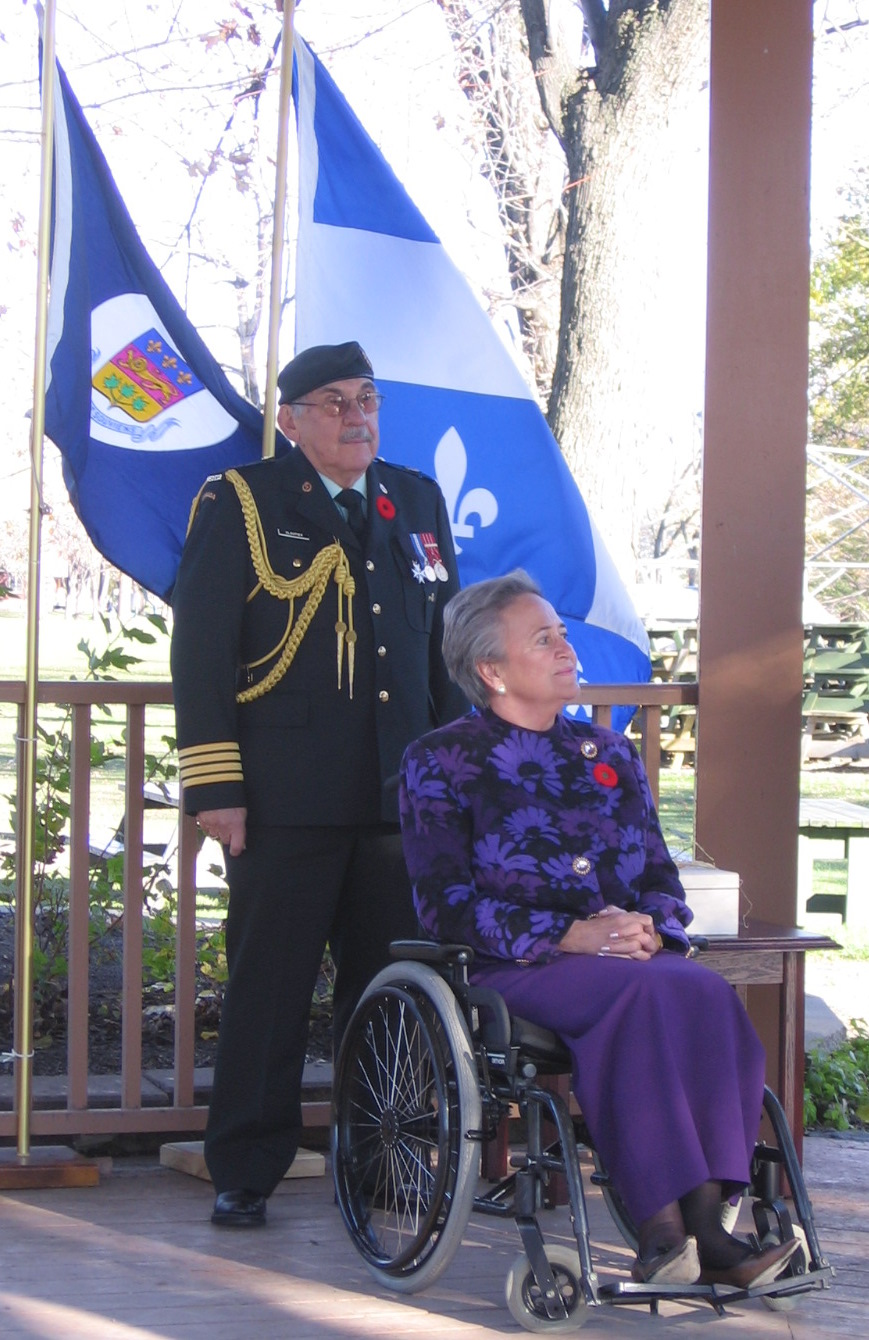
Un aide de camp canadien

aide de camp
«assistant de camp» ; dans l'armée, assistant militaire d'un officier supérieur (les chefs d'État sont considérés comme des officiers militaires en raison de leur statut de chef de l'armée). Au Canada, il peut également désigner la position honorifique qu'occupe une personne en tant qu'assistant personnel d'un haut fonctionnaire. Il existe aussi en français mais s'écrit aide de camp (sans trait d'union).
apprise
«informer» ; utilisé pour remplacer le verbe to inform lorsque l'information est cruciale. Son sens français est le participe passé féminin de to learn [apprendre]. En anglais, lorsqu'il est suivi d'un objet, il est utilisé avec la préposition of. Exemple sans objet : Please, apprise me. Exemple avec objet : he apprised of it.
quintefeuille
fleur à cinq pétales et à cinq feuilles du genre Potentilla, famille des Rosaceae ; également un motif ornemental circulaire à cinq lobes. S'écrit quintefeuille en français.
cri de cœur
"cri du cœur : cri passionné, comme une supplication ou une protestation. En français, l'expression exacte est cri du cœur.
demi-monde
une classe de femmes de mauvaise réputation ; un groupe marginal ou une sous-culture. Ce terme est tombé en désuétude dans la langue française au XIXe siècle. Les Français utilisent encore une demi-mondaine pour qualifier une femme qui vit (exclusivement ou partiellement) du commerce de ses charmes mais dans un style de vie élevé.
double sens
figure de style dans laquelle un mot ou une phrase peut avoir deux sens distincts et cohérents, le plus souvent de manière suggestive et/ou ironique. «Entendre» est un verbe à l'infinitif («to hear»), et non un nom ; un rendu correct serait «à double entente», une expression adjectivale signifiant "d'une double compréhension ou d'une double interprétation" (littéralement, «avec une double écoute»). L'expression française moderne est «à double sens».
à la place (de)
"in place (of)" : expression hybride, partiellement traduite de l'expression française existante au lieu (de).
léger de main (legerdemain)
"léger de main" : tour de passe-passe, généralement dans le contexte de la tromperie ou de l'art des tours de magie de scène. Sans signification en français ; l'équivalent est un tour de passe-passe.
maître d'...
se traduit littéralement par maître d'. Le terme français pour le maître d'hôtel (le directeur du service d'un restaurant) est maître d'hôtel (littéralement «maître de la maison» ou «maître de l'établissement») ; le français n'utilise jamais "d'" seul. Le plus souvent utilisé en anglais américain, son usage au Royaume-Uni est rare.
negligée
Une robe de chambre ou une robe de chambre, généralement en tissu transparent ou doux pour les femmes, ou une chemise de nuit. Comme pour la lingerie, l'usage du mot suggère que le vêtement est séduisant ou fantaisiste. Le français utilise négligé (forme masculine) ou nuisette. En français, le mot négligée qualifie une femme qui néglige son apparence.
succès de scandale
« Succès de scandale » ; les francophones utiliseront plutôt succès par médisance.
voir dire
un procès dans un procès, ou (en Amérique) la sélection du jury (français de droit). Littéralement «dire la vérité» (l'anglo-normand voir [vérité] n'a pas de rapport étymologique avec le français moderne voir [voir]) Dans la procédure judiciaire américaine moderne, l'examen des jurés potentiels pour déterminer s'ils sont aptes à servir, y compris les préjugés, les opinions et les prédictions inhérentes ; au cours de cet examen, chaque juré potentiel doit «dire la vérité» afin que les avocats et la cour puissent décider s'il doit rester dans le jury ou être excusé. En Angleterre et au Pays de Galles, l'expression est utilisée pour désigner un «procès dans le procès», au cours duquel un juge entend des preuves en l'absence du jury, généralement pour décider si un certain élément de preuve doit être autorisé à être présenté au jury ou non. Par exemple, un juge peut organiser un «voir-dire» pour déterminer si un aveu a été extorqué à un défendeur par une incitation déloyale, afin de décider si le jury doit entendre la preuve de l'aveu ou non.

## Phrases françaises dans le sauvetage air-mer international
Les autorités internationales ont adopté un certain nombre de mots et d'expressions du français à l'usage des locuteurs de toutes les langues dans les communications vocales lors des sauvetages air-mer . Notez que les versions « phonétiques » de l'orthographe sont présentées comme indiqué et non l'IPA.
SÉCURITÉ
( security, « safety ») ce qui suit est un message ou un avertissement de sécurité, le niveau de danger le plus bas.
PAN PAN
( panne, « panne ») ce qui suit est un message concernant un danger pour une personne ou un navire, le niveau de danger suivant.
AU SECOURS
( [venez] m'aider, venez m'aider » ; aidez-moi signifie « aidez-moi ») ce qui suit est un message d'extrême urgence, le plus haut niveau de danger. (MAYDAY est utilisé sur les canaux vocaux pour les mêmes usages que SOS sur les canaux Morse . )
SEELONCE
( silence, "silence") gardez ce canal libre pour les communications de sauvetage air-mer.
SEELONCE FEE NEE
( silence fini, « le silence est terminé ») cette chaîne est à nouveau disponible.
PRU DONCE
( prudence, "prudence") silence partiellement levé, le canal peut être à nouveau utilisé pour une communication urgente sans détresse.
MAY DEE CAL
( medical, « medical ») assistance médicale nécessaire.
C'est une infraction grave dans la plupart des pays, et dans les zones internationales, d'utiliser l'une de ces phrases sans justification.
Voir Mayday (signal de détresse) pour une explication plus détaillée.